# Centro Juventud Antoniana
El Centro Juventud Antoniana es un club deportivo ubicado en Salta, Argentina. Fue fundado el 12 de enero de 1916 por una Orden Franciscana. Su principal actividad es el fútbol, aunque también se practican otros deportes como futsal, vóley y hockey sobre césped.
Actualmente se desempeña en el Torneo Federal A, tercera división del fútbol argentino para los clubes indirectamente afiliados a la AFA.
El Centro Juventud Antoniana fue el primer club salteño en jugar el Torneo Nacional en 1971, donde también jugó en 1973, 1975, 1978, 1983 y 1985, luego de clasificarse a través de los antiguos Torneos Regionales. Permaneció varios años en la Primera B Nacional y además fue el campeón del primer Torneo Argentino A.

## Historia
A principios del siglo XX, la actividad misionera de los Hermanos Franciscanos de Propaganda Fide continuaba con la evangelización, como lo hacían desde su llegada a Salta, en 1856. Fueron los franciscanos quienes, en noviembre de 1915, impulsaron a Enrique Gaggini, guardián del convento de San Francisco, a presentar ante el Obispo Gregorio Romero el siguiente proyecto: un centro de recreación y actividades para los jóvenes, de ambos sexos, como complemento a la labor de evangelización que estaban haciendo, pero principalmente como una forma más eficaz de ayudarlos a ocupar su tiempo de una manera correcta para su formación y para el bien de la sociedad.
El Obispo Romero dio la venia el 29 de noviembre de 1915, y siete días más tarde llegó oficialmente, desde Roma, Italia escrito en latín y con carácter obligatorio, el Acta de Fundación del Centro Juventud Antoniana. Sólo faltaba reunir a todos aquellos que se sintieran impulsados a fundar el Centro. El día llegó en la noche del 12 de enero de 1916, aquella reunión fue presidida por el Ingeniero José Alfonso Peralta, secundado por jóvenes deportistas y junto a los franciscanos.
- Primera comisión directiva[2]

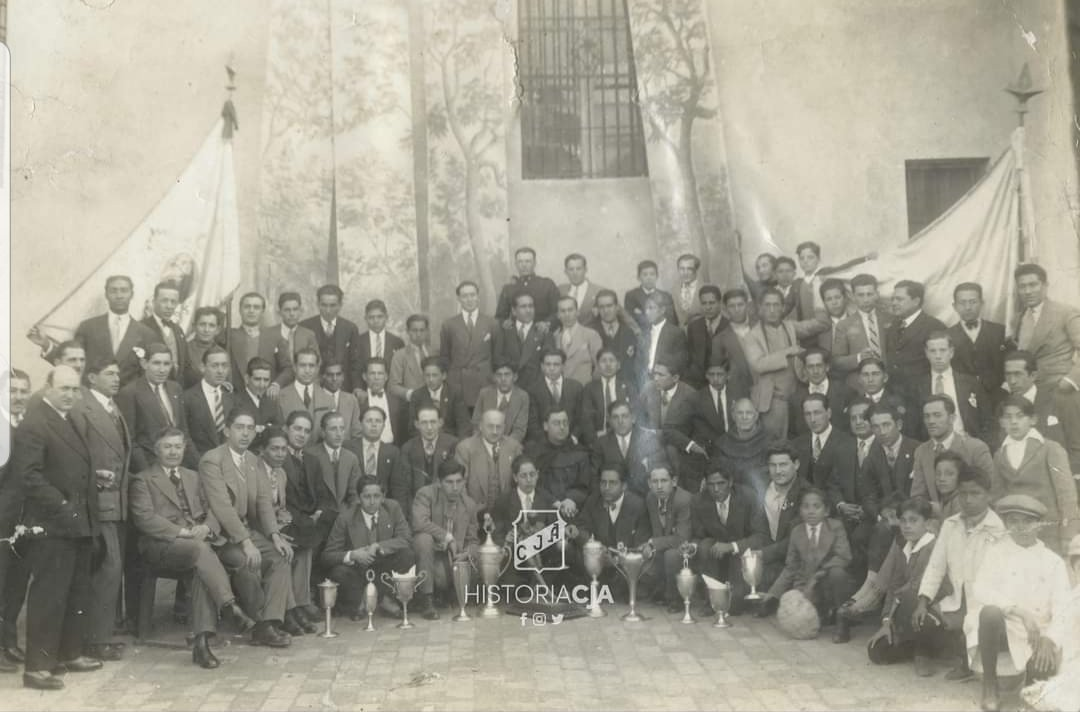
Imagen de la década del 30, la comunidad franciscana, dirigentes, deportistas, y sus trofeos, a un costado, se puede observar la bandera antoniana, con la imagen del santo patrono, y la leyenda "Juventud Antoniana - S. Antoni ora pro nobis - Salta"

  - Presidente: Ingeniero Mariano José Francisco Alfonso Peralta Sylvester
  - Vicepresidente: Juan Carlos García
  - Secretario: Vicente Peralta

El Centro Juventud Antoniana funcionó en sus comienzos como un centro de bailes tradicionales y teatro, entre otras actividades. El fútbol, deporte cuya práctica crecía en todo el territorio argentino, fue incorporado de manera inevitable. En 1917 la Comisión directiva del Centro, encabezada por Benjamín Sosa, fundó el Club Atlético Juvenil Antoniano y un año después, el 2 de marzo de 1918, eligió a Jorge González como el primer presidente que actuaría en cierta forma autónoma de la dirección del centro. Los años pasaron, las autoridades del club y del centro se mezclaban, hasta que finalmente las entidades se confundieron y se fusionaron, quedando simplemente el nombre original. Los primeros partidos de fútbol que jugó el club carecían de un rival ajeno a la institución, los equipos se formaban con jóvenes que concurrían al centro. El primer enfrentamiento de fútbol de Juventud Antoniana se realizó en Jujuy, en 1919 frente a un combinado de esa provincia. El 16 de abril de 1921, participó en la fundación de la Liga Salteña de fútbol.
En el año 1971, Juventud Antoniana debutaba en el Torneo Regional en el cual estuvo agrupado con Gimnasia y Esgrima de Jujuy y Sarmiento de Resistencia en el grupo 5. El Santo tras quedar primero en la tabla por diferencia de goles clasificó al Torneo Nacional de ese mismo año. En el torneo Juventud terminó en la posición 12 tras terminar con 11 puntos, ganando solo 3 partidos, empatando 2 y perdiendo 9.
Se encontró aunsente tanto en el Torneo Nacional y Regional de 1972. 
En el Torneo Regional de 1973, el Santo había empatado con el Lobo de Jujuy, perdiendo la chance de ascender al Nacional del mismo año, pero logró de todas formas ascender mediante la plaza fija. En el cual no tendría un buen torneo ya que terminó en la posición 15.ª, último en la Zona A con solo 9 puntos, ganando solo 2 partidos, empató 3 y perdió los 10 partidos restantes. 
Nuevamente estuvo ausente en el Nacional y Regional de 1974. 
Clasificó al Torneo Nacional 1975 mediante la plaza fija. Aquí el conjunto salteño estuvo en la Zona D, terminando en la 7ª posición con 11 puntos ganando solo 2 partidos, empatando 7, y perdiendo 7. 
Se ausentó en el Nacional y Regional de 1976 y 1977. Regresando para el Nacional de 1978 donde tuvo uno de los peores torneos estando en el grupo A en el cual terminó último con solo 4 puntos, no ganó ningún partido, empató en 4 ocasiones y perdió los 10 partidos restantes. 
No clasificó al Nacional de 1979, 1980, 1981, 1982. Si no fue hasta el 1983 donde volvería al torneo por medio de la plaza fija. Aquí tuvo más protagonismo ya que se ubicó en la Zona C para la primera fase por el cual terminaría en la 3ª posición con 6 puntos permitiéndole clasificar a la segunda fase, en el cual se le terminaría el camino tras finalizar último en la Zona G con 0 puntos. No estuvo para el Nacional de 1984. 
Volvió para el 1985 en donde estaría en la Zona H con Ferro Carril Oeste, Deportivo Español e Instituto de Córdoba. El Santo terminó último en su grupo con tan solo 2 puntos por cual clasificaba a la rueda de perdedores junto con la Gloria. En la rueda de perdedores se enfrentaria a Gimnasia y Esgrima de La Plata donde jugaron ida y vuelta quedando eliminado tras un global de 3 a 1, ida (3-0). vuelta (1-0). 
En el Torneo Regional de 1985/86 estuvo en el Grupo B, grupo con el que compartió con Central Norte. Juvetud Antoniana no logró clasificar a la fase siguiente debido a que terminó en la 3.ª posición con solo 8 puntos. 
Ya en la reestructuración de los Torneos Nacional y Regional, el Santo participó en el Torneo del Interior de 1986, estuvo en las puertas de ascender al Nacional B 1986/87 ya que terminó empatando la punta con Central Norte con un total de 31 puntos por lo que se jugó partido de desempate de ida y vuelta, pero tras empatar en la ida sin goles se definia todo en la vuelta donde el Cuervo se quedaria con el ascenso al Nacional B tras vencer 5 a 1 al Santo, perdiendo la chances de ascender, quedandose con las manos vacías. En la temporada 1987/88 Juventud Antoniana clasificó a la Etapa Regional, como mejor representante de la Capital Salteña tras quedar primero en la tabla de su provincia con 23 puntos. En la Etapa Regional estuvo en el Grupo A de la primera ronda donde quedó afuera del Torneo tras quedar en la 3ª posición. 
En el Torneo del Interior de 1988/89 el Santo clasificó al Torneo Zonal tras finalizar en la 1ª posición de la primera fase y fase final de la Región Norte. Debutó en la Zonal Noroeste donde se enfrentaria a Laferrere en cuartos de final donde quedaria eliminado tras perder en el global 3 a 2. Ida (2-1) y en la Vuelta (2-0). 
Para el torneo de 1989/90 El Santo debutó la primera fase de la Región Norte donde quedó afuera del camino debido a que terminó en la 3ª posición del Grupo A, donde cosechó solo 6 puntos mientras que arriba estaban Gimnasia de Jujuy y Atlético San Juan de Tucumán. En el Torneo de 1990/91 Juventud jugó la Región Norte en el Grupo A donde quedó 2° clasificando a la segunda fase, se colocó en el Grupo 1 y terminó segundo por lo que clasificaba a la tercera fase donde ya quedaria eliminado tras quedar en la posición 3.ª con 7 puntos. 
Nuevamente en la temporada 1991/92 quedaria eliminado del ascenso tras quedar fuera en la segunda fase de la Región Norte. Logró avanzar de la primera fase a la siguiente tras quedar primero en la tabla con 8 puntos. Pero en la segunda fase quedó de vuelta en la 3.ª posición con 5 puntos. En la Región Norte del Torneo del Interior 1992/93 El equipo de la Lerma estuvo a dos puntos de clasificar al Torneo Zonal. Jugó en el Grupo A donde pasaría de fase al quedar 2.º en la tabla, en la segunda fase clasificó estando en primera posición con 9 puntos donde clasificaria a la fase final junto con Gimnasia y Esgrima de Jujuy. Pero en la Clasificación Juventud no pudo llegar más lejos ya que terminó en la 3ª posición con 5 puntos estando por debajo de Concepción FC de Tucumán quien terminó con 7 unidades. 
En 1993/94 El Santo llegó hasta la cuarta etapa donde compartió grupo con Guaraní Antonio Franco y San Martín de San Juan. Donde quedó fuera del camino al ascenso tras quedar último en la tabla. Para el último Torneo del Interior en 1994/95 Juventud jugó la primera ronda estando en la Zona 7 donde clasificó al estar 2.º en su grupo, en la segunda ronda estuvo en la Zona 3 donde quedaria puntero con 8 puntos permitiéndole clasificar a la tercera ronda, en el cual jugaría la Zona 2, grupo donde se colocó en la 2ª posición por diferencia de gol ante San Martin de San Juan, de todas formas el Santo clasificaba a la Ronda Final donde lamentablemente no le fue bien, compartió el grupo con San Martin de San Juan, Cipolletti, y Rosamonte de Apóstoles, el club terminó en la 4.ª posición con tan solo 3 puntos. 
En el Torneo Argentino A de 1995/96 Juventud Antoniana lograría unas de las mejores campañas. En dicho torneo jugó en la primera fase de la Zona Noroeste donde terminó en el segundo lugar con 24 unidades permitiéndole clasificar a la siguiente fase. Para la segunda fase el Santo estuvo en la Zona B y tras quedar en el primer puesto con 25 puntos clasificó a la tercera fase. En dicha fase estuvo en la Zona B junto con Gimnasia de Entre Rios, Almirante Brown (A), Desamparados, Concepción FC y Chaco For Ever. El equipo salteño terminó liderando la tabla con 21 puntos dándole el pase a la final, donde la jugaría con Cipolletti. El 30 de junio de 1996 jugaron el partido de ida por el ascenso en el Fray Honorato Pistoia donde no se sacaron ventaja tras igualar 0 a 0. El partido de la vuelta la jugaron en Río Negro donde la ilusión Antoniana se haría realidad, Juventud venció 1 a 0 a Cipolletti gritando Campeón del Argentino A, y se quedó con el ascenso al Nacional B 1996/97. 
En el Nacional B 1996/97 Juventud hace su debut por primera vez en la segunda categoría del fútbol argentino, lamentablemente la campaña no fue buena, el equipo de la Lerma estuvo en la Zona A1 que estuvo conformada por 8 equipos indirectamente afiliados a la AFA, terminó en la 7ª posición con tan solo 16 puntos obligado a jugar la Zona Permanencia. En la Zona Permanencia el Santo estuvo en la Tabla Interior (equipos del interior) donde nuevamente terminaría de los 8 equipos en la 7.ª posición con 16 puntos. Pese a que en la tabla de la Permanencia no era para ver quienes descendían, Juventud tras ser un reciente ascendido para la temporada los promedios no lo ayudaron ya que contaba con 0,781 estando último en la tabla de promedios para el descenso. Por lo que terminó descendiendo al Torneo Argentino A.
En el Torneo Argentino A 1997/98 Juventud comenzó a poner en marcha su ilusión con al Ascenso al Nacional B. El Santo jugó en la Zona 2 donde quedaria primero en la tabla con 33 unidades clasificando para la Zona Campeonato. En el siguiente nivel Juventud estaría compartiendo la Zona 2 con Huracán (SR), Juventud Alianza, Central Córdoba (SdE), y Ñuñorco. Para esta fase el Antoniano terminaría primero en la tabla con 17 unidades haciendo que gritara nuevamente Campeón del Argentino A y así ascender para el Nacional B de la temporada que viene.
En el Torneo Nacional B 1998/99 el Santo estuvo a un paso de estar en la máxima categoría del fútbol argentino. Para esta temporada estuvo en la Tabla de los Equipos del Interior, donde compitió con otros 15 equipos y tras una buena campaña terminaría en la 4.ª posición clasificando al torneo reducido por el segundo ascenso. En esta parte se jugaron partidos de ida y vuelta, en la primera ronda jugaría ante su clásico rival Gimnasia y Tiro, donde el santo ganaría 1 a 0 en la ida y perdiendo 2 a 1 en la vuelta, a pesar de perder en la vuelta clasificó a la ronda siguiente por ventaja deportiva. En los octavos de final jugó ante El Porvenir con quien igualó en la ida 1 a 1 y en la vuelta terminarón sin goles, pese a todo esto Juventud pasaba nuevamente de ronda por la ventaja deportiva. En cuartos de final viajó a Tucumán para enfrentar a San Martín con quien igualó en 0 en la ida y en Salta el local lo venceria por la mínima dándole el pasaporte a la semifinal donde enfrentaria a All Boys, en el partido de ida en el Santuario por el cual ganaría 2 a 1 y el partido de la vuelta la jugaban en Floresta donde el Antoniano se quedó con la llave a la final tras vencer 5 a 3 dando un global de 7 a 4. El elenco de Salta se prendia la ilusión de jugar por primera vez en Primera División. Su rival sería nada más y menos que Chacarita Jrs, quien dejó en el camino a Tigre y a Defensa y Justicia. En el partido de ida de la Final por el segundo ascenso dieron por comenzar en el Pistoia donde igualarón 1 a 1 obligando a Juventud a ganar en San Martín para la vuelta ya que el funebrero contaba con ventaja deportiva. En el último partido que se definia el 2.º ascenso a Primera se jugó el 24 de junio de 1999 donde el Santo se quedó con las manos vacías tras caer por la mínima dejando el global a favor de Chacarita (2-1) quien ascendió a la máxima categoría.
En la siguiente temporada, el Santo vuelve a tener protagonismo por ascender a primera. Estando en la tabla del interior Juventud se ubicó en la 5ª posición tras terminar con 46 puntos clasifocando a la etapa por el segundo ascenso. Lamentablemente en los octavos de final quedaria eliminado por Almagro tras caer 7 a 4 en el global (4 a 3 a favor de Juventud en la ida; 4 a 0 a favor de Almagro en la vuelta) cortando la ilusión por el ascenso para el conjunto salteño. 
En la B Nacional de 2000/01 Juventud no tendría un buen año; ubicado en la tabla del interior término en la posición 14ª con tan solo 43 puntos dejándolo afuera de la clasificación por el ascenso. En el 2001/02 el formato del campeonato estaba conpuesta con Torneo Apertura y Clausura. En el Torneo Apertura el Santo terminó en la séptima posición con 38 unidades. En el Clausura estuvo en la Zona A donde quedó en la 7ª posición con solo 14 puntos. En la tabla general los puntos no le alcanzaron ya que estuvo en la posición 13ª con 51 puntos obtenidos del AP y CL dejando al Santo sin chances de jugar en el torneo reducido. Además los promedios empezarón a ser un problema para el conjunto de la Lerma ya que quedó en la 8ª posición de los 14 equipos en la tabla de promedios, con 1,400.
En el Torneo de 2002/03 volvió a terminar en la 7ª posición tras terminar con 29 puntos en el Apertura, mientras que en el clausura término en la 12ª posición con solo 24 puntos. En la tabla general de clasificación Juventud terminó en el décimo lugar con 53 dejándolo afuera de la clasificación por el ascenso. En los promedios se puso peor la cosa ya que el Santo quedó en la 9ª posición con 1,351 quedando a nada de jugar la promoción por la permanencia. En el Campeonato 2003/04 el Santo finalizó el Apertura en la 10ª posición con 25 puntos mientras que el Clausura tendría una mala campaña terminando en la penúltima posición con solo 17 puntos obtenidos; y en la Tabla General también terminaría en la penúltima posición con 42 puntos. Dejando sin chances de jugar el reducido. En los promedios termina de los 14 equipos en la 8ª posición con 1,280, complicando al Santo su permanencia.
En la B Nacional del 2004/05 se le complicaba más las cosas a Juventud, terminando en la 18ª posición del Apertura; en el Clausura terminó en la 10ª posición con un tanto de 26 puntos quedando en la 17ª posición de la Tabla General; en cuanto a los promedios se juntarón a los equipos del interior con los de la zona metropolitana en el cual el Santo todavía se complicaba ya que quedó en la 14ª posición de los 20 que conformaban la tabla; terminó con 1,228.
En el 2005/06 Juventud Antoniana tuvo una campaña regular donde quedó en la 16ª posición del Apertura con 21 puntos, en el Clausura terminó en el décimo lugar con 26 puntos; dejándolo afuera del reducido con 47 puntos recolectados en el AP y CL, a pesar de quedar en el medio de la Tabla General no le alcanzó para permanecer en la categoría. El 14 de mayo de 2006 Juventud estaba obligado a ganarle a Aldosivi en Mar del Plata y esperar a ver que pasaba con los otros equipos comprometidos con la permanencia. El partido terminó a favor del Tiburón marplatense que venció por la miníma a un Juventud Antoniana quien terminó con más de un expulsado en el Minella. De esta manera el Santo se despedia de la B Nacional tras quedar último en los Promedios (1,175) descendiendo al Torneo Argentino A 2006/07.

## Dirigentes
| Comisión directiva (dic 2024) - Presidente: - Juan Carlos Segura - Vicepresidente 1º: - Guillermo Dagum - Vicepresidente 2º: - Gonzalo Rodríguez - Secretario: - José Diez Zavaleta - Pro-secretario: - José Girón - Tesorero: - Julián Gutiérrez - Pro-tesorero: - Jacobo Apaza - Vocales titulares: - Fernando González - Pablo Simkin - Juan Bravo - Holver Dantur - Vocales suplentes: - Sergio Ten - Benito Salvatierra - Bernabé Toranzos - Joaquín Toranzos - Órgano de Fiscalización Titular: - Mario Ciccardini - Gastón Cintioli - Antonio Palopoli - Órgano de Fiscalización Suplente: - Rodrigo Goytea - Ramón Ramos Torino - Walter Segovia |
| |
| |
| |

## Rivalidades
Clásico Salteño
| Juventud Antoniana |

| Central Norte |

El clásico salteño es disputado contra Central Norte. En torneos organizados por AFA/Consejo Federal (Regionales y torneos de ascenso), se enfrentaron en 43 ocasiones; con 13 para Juventud Antoniana, 16 victorias para Central Norte, y 14 empates; con 33 goles para Juventud y 46 para Central.
Viejo Clásico Salteño
| Juventud Antoniana |

| Gimnasia y Tiro |

Los enfrentamientos con Gimnasia y Tiro, son considerados como el Viejo Clásico Salteño por ser el más añejo de la provincia. La rivalidad, si bien tiene lugar prácticamente desde el origen de los clubes, acrecentó cuando ambos disputaban el Torneo Nacional B. Es uno de los clásicos más añejos del país y el más añejo de la provincia desde 1920. Hay registros de enfrentamientos entre estos clubes por los torneos regionales, Nacional B, y el hoy denominado Torneo Federal A (antes Argentino A). Uno de los últimos enfrentamientos entre albos y antonianos por un torneo nacional, se dio en la Fecha 29 del Torneo Federal A 2023 con empate 0-0 en el Mundialista.
Por torneos AFA se enfrentaron 55 veces. En donde Juventud Antoniana ganó 19 veces, Gimnasia y Tiro ganó 15 y empataron 21 veces
Otros: 
Otros partidos que se denominan "Clásicos", son los que juega contra San Martín de Tucumán. 
Incluye datos de: Torneo Regional, Primera B Nacional, Torneo del Interior, Torneo Argentino A, Torneo Argentino B, Torneo Federal A, Torneo Federal B, y Copa Argentina.

## Estadio

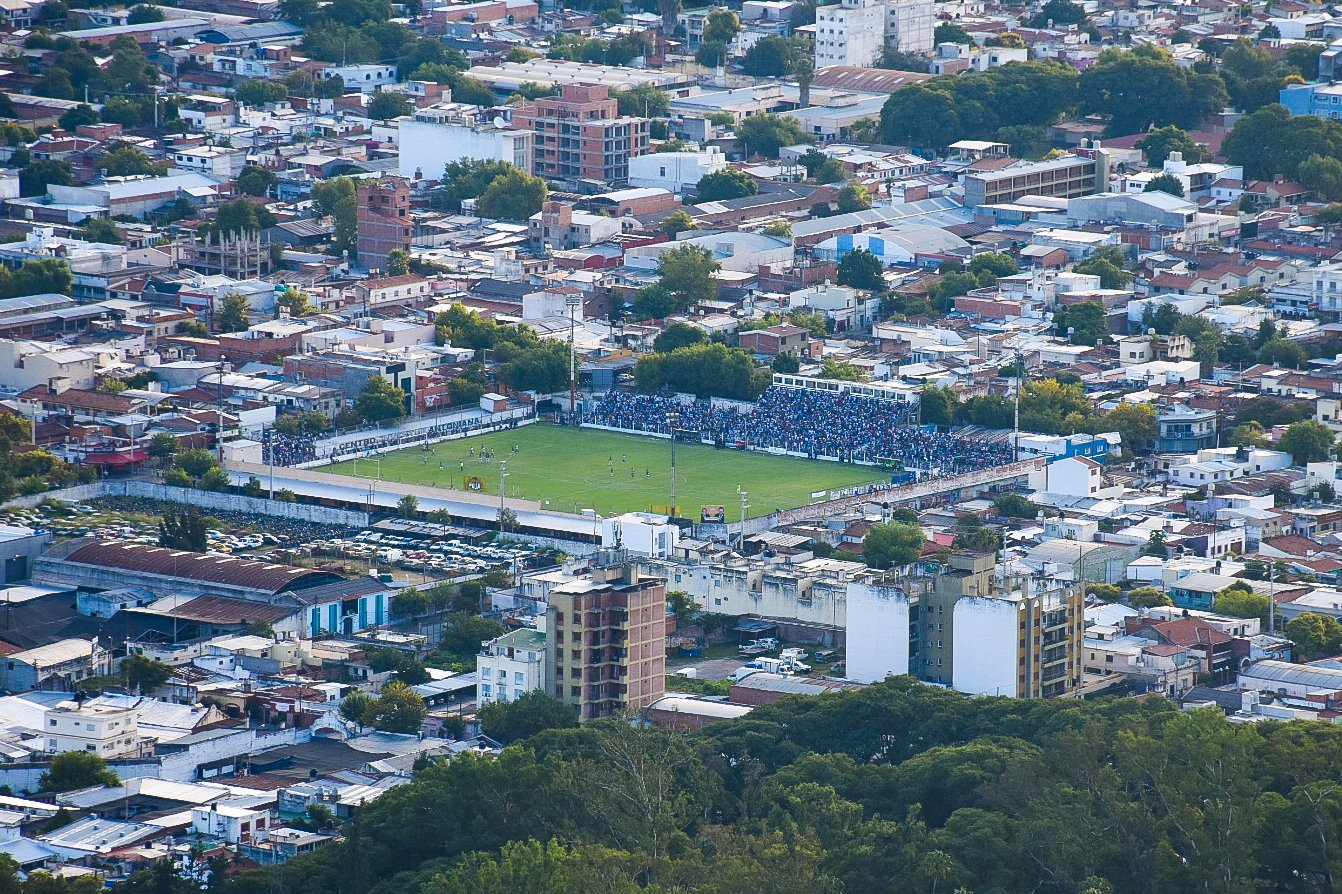
Estadio de "La Lerma"

En 1928 se consigue el actual terreno, una especie de desecho, atravesado por una acequia, que da lugar a la construcción del estadio en las "afueras" de la ciudad. Conmueven un poco los trámites de comprar y licitaciones y hacen soñar un poco más los precios de la época, hasta la inauguración definitiva del estadio antoniano que, por supuesto, siendo una institución pontifica recibe el título de "Basílica Mayor" , aunque ese nombre fuera cambiado por el de "Honorato Pistoia" en honor del padre director que supo tener la institución.
El 24 de mayo de 1931, celebrando la inauguración de su cancha, cercada con alambre tejido, cubierto de lonas, Juventud Antoniana enfrentó a Estudiantes de La Plata, que alineaba entre sus filas a las grandes estrellas del fútbol argentino del momento. El hecho no amedrentó al humilde equipo provinciano que formó con: Botelli (Arias Alemán); Pacheco y Arancibia; Gervino, Velázquez y Pacheco; Echazú, Botelli, Castellanos, Barraza y Lazarte. Al finalizar el cotejo, la numerosa concurrencia que bordeaba el campo de juego, se dio con la sorpresa de que los antonianos habían vencido por 2 a 1.

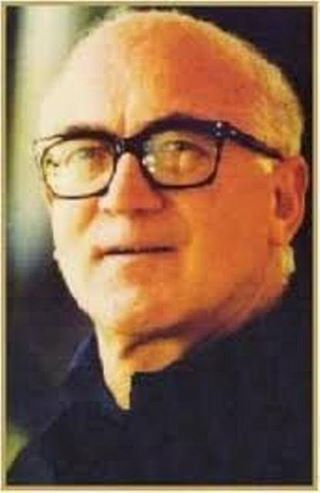
Fray Honorato Pistoia

El estadio inicialmente recibe el título de Basílica Mayor al ser el club una institución pontificia, posteriormente el nombre fue cambiado por el actual y honra la memoria de un caracterizado simpatizante antoniano, sacerdote franciscano residente en Salta, quien había llegado desde Italia, y trabajaba en la grey local, desarrollando su tarea en el convento y en los establecimientos educativos que dependían de la Orden. Honorato solía asistir a la cancha toda vez que el equipo jugaba, y desde la zona de la actual secretaría del club, arengaba a los futbolistas profiriendo fuertes gritos en su media lengua ítalo-española. No había gol que no lo encontrase abrazado a sus ocasionales acompañantes, revoleando su gorra o su infaltable campera azul. Su figura aún hoy aparece como eterna vigía de las tardes antonianas. Fue asesor espiritual, confesor, consejero y amigo.
El estadio ocupa toda una manzana, flanqueada por las calles Lerma (al oeste), San Luis (norte), Catamarca (este) y La Rioja (sur). La capacidad es de aproximadamente 8000 espectadores, pero en una oportunidad, en la década del '80, en un partido contra San Lorenzo de Almagro, se albergaron cerca de 12 000 personas. También, en la final del Torneo Primera B Nacional 1998/99 jugada contra Chacarita Juniors el aforo llegó a los 12 000 espectadores.

### La localía

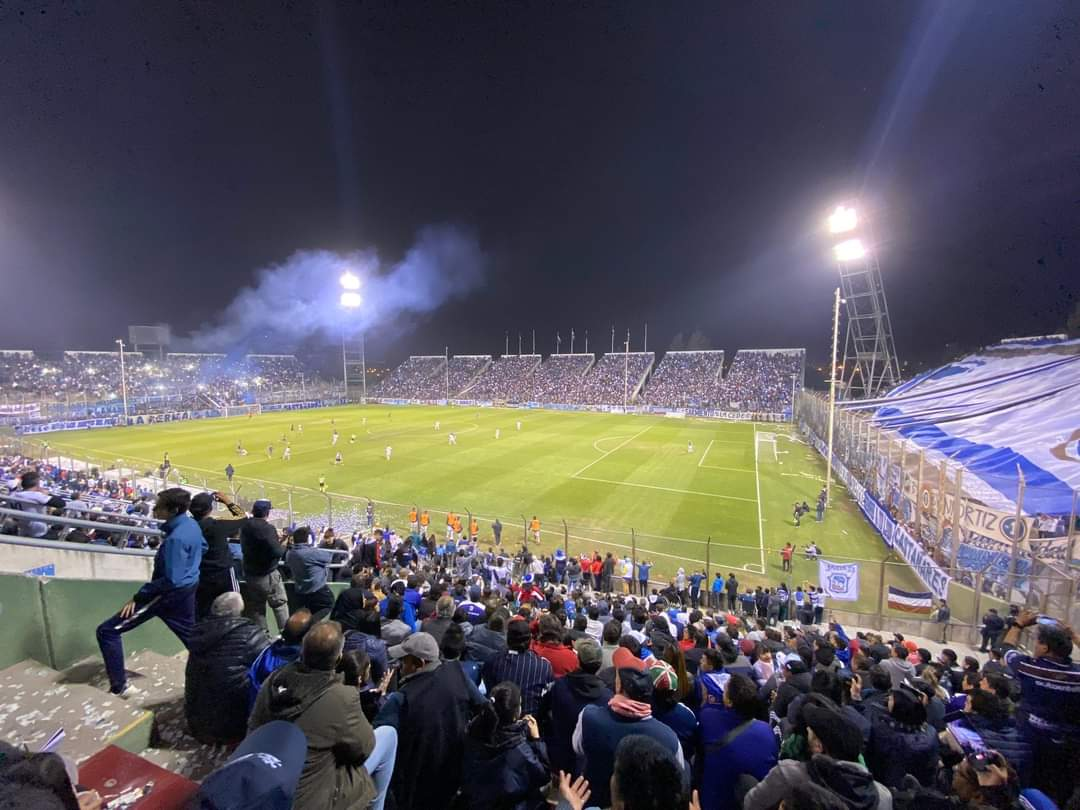
Estadio "Martearena", utilzado por Juventud, en una de sus presentaciones

Debido a la baja capacidad y deterioro del mismo, ha resultado imposible que durante los últimos años Juventud Antoniana lo pueda utilizar para sus partidos como local. En primera instancia, según las autoridades que estaban al frente, se decidía usar las instalaciones del Club de Gimnasia y Tiro, pero partir de 2002 el club ha decidido usar el estadio Padre Ernesto Martearena, para ejercer la localía.
El estadio de La Lerma, redujo su actividad y uso, a los partidos de la Liga Salteña de Fútbol, y a los entrenamientos del plantel superior.

## Uniforme
| Jugadores de campo | Jugadores de campo | Jugadores de campo | Arquero  | Arquero     | Arquero |
| Titular            | Suplente           | Titular            | Suplente | Alternativo |         |
| ------------------ | ------------------ | ------------------ | -------- | ----------- | ------- |
|                    |                    |                    |          |             |         |

- Titular: Remera blanca con vivos azules y detalles marrones, pantalón blanco y medias blancas.
- Suplente: Remera marrón con bastones azules y blancos, pantalón azul y medias azules.
- Alternativa: Remera azul, pantalón blanco y medias azules.

## Camisetas a lo largo de la historia
Titulares
| 1968-85 | 1992-93 | 1993-94 | 1995-96 | 1997-98 | 1998-00 | 2000-02 | 2002-03 | 2003-05 |
| ------- | ------- | ------- | ------- | ------- | ------- | ------- | ------- | ------- |
|         |         |         |         |         |         |         |         |         |

| 2005-07 | 2008-10 | 2010-11 | 2012-14 | 2014-15 | 2015 | 2015-16 | 2016-18 | 2018-19 |
| ------- | ------- | ------- | ------- | ------- | ---- | ------- | ------- | ------- |
|         |         |         |         |         |      |         |         |         |

| 2019 | 2019-20 | 2020-21 | 2021-22 | 2022 | 2023 | 2024 | 2025 |
| ---- | ------- | ------- | ------- | ---- | ---- | ---- | ---- |
|      |         |         |         |      |      |      |      |

Suplentes
| 1968-72 | 1993-94 | 1994-95 | 1995-96 | 1998-00 | 2000-02 | 2002-03 | 2003-05 | 2005-07 |
| ------- | ------- | ------- | ------- | ------- | ------- | ------- | ------- | ------- |
|         |         |         |         |         |         |         |         |         |

| 2008-10 | 2010-11 | 2012-14 | 2014-15 | 2015 | 2015-16 | 2016-18 | 2017-19 | 2019 |
| ------- | ------- | ------- | ------- | ---- | ------- | ------- | ------- | ---- |
|         |         |         |         |      |         |         |         |      |

| 2019-20 | 2020-21 | 2021-22 | 2022 | 2023 | 2024 | 2025 |
| ------- | ------- | ------- | ---- | ---- | ---- | ---- |
|         |         |         |      |      |      |      |

Alternativas - Modelos especiales
| 1992-93 | 1995-96 | 2003-05 | 2012-14 | 2015-16 | 2015-16 | 2016-17 | 2022 | 2025 |
| ------- | ------- | ------- | ------- | ------- | ------- | ------- | ---- | ---- |
|         |         |         |         |         |         |         |      |      |

## Indumentaria y patrocinador
| Período       | Proveedor    |
| ------------- | ------------ |
| 1980-1984     | Sportlandia  |
| 1985-1987     | Urribarri    |
| 1988-1991     | Topper       |
| 1991-1993     | Dagun        |
| 1993-1994     | Uhlsport     |
| 1994-1996     | Puma         |
| 1996-1998     | Olan         |
| 1998-2002     | Kelme        |
| 2002-2005     | Aga Deportes |
| 2005-2015     | Lotto        |
| 2015-2019     | Sport Lyon   |
| 2019-2021     | Kelme        |
| 2021-2022     | Pinamontano  |
| 2023-Presente | Fiume Sport  |

| Período       | Patrocinador                                |
| ------------- | ------------------------------------------- |
| 1980-1987     | Lotería de Salta                            |
| 1988-1990     | Super Jet                                   |
| 1991-1992     | Aga Deportes                                |
| 1992-1993     | Dagun Deportes                              |
| 1993-1996     | Palau                                       |
| 1996-1997     | Cerveza Salta                               |
| 1997-2000     | Cerveza Norte                               |
| 2000-2004     | Cerveza Salta                               |
| 2004-2006     | Nitralco                                    |
| 2006-2008     | Gobierno de Salta                           |
| 2008-2010     | M&G                                         |
| 2010-2011     | Cable Express/Gobierno de Salta             |
| 2012-2013     | Cable Express/Gobierno de Salta/Banco Macro |
| 2013-2015     | Gobierno de Salta/Banco Macro               |
| 2015-2016     | Cable Express/Eco Vista                     |
| 2016-2017     | Aga Deportes                                |
| 2017-2019     | Aga Deportes/Wilson Hotel                   |
| 2020-2021     | Aga Deportes/Beneficio                      |
| 2021-2022     | Aga Deportes/ Finisterre Seguros            |
| 2022-2023     | Aga Deportes/Gobierno de Salta              |
| 2024          | La Veloz del Norte/Gobierno de Salta        |
| 2025-Presente | Banco Macro/Gobierno de Salta               |

## Jugadores

### Plantel 2025
- Actualizado al 19 de agosto de 2025

- Los equipos argentinos están limitados a tener un cupo máximo de seis jugadores extranjeros, aunque solo cinco podrán firmar la planilla del partido

### Altas
| Jugador               | Posición       | Procedencia                |        |        |        |        |
| Verano                | Verano         | Verano                     | Verano | Verano | Verano | Verano |
| --------------------- | -------------- | -------------------------- | ------ | ------ | ------ | ------ |
| Matías Montero        | Guardameta     | 3 de Febrero FC            |        |        |        |        |
| Facundo Perrone       | Guardameta     | San Miguel                 |        |        |        |        |
| Juan Pablo Serrano    | Guardameta     | Scherpenheuvel             |        |        |        |        |
| Julio López           | Defensa        | Olimpo (Bahía Blanca)      |        |        |        |        |
| Axel '''Carrión'''    | Defensa        | Arsenal de Sarandí         |        |        |        |        |
| Ilan Arévalo          | Defensa        | San Lorenzo (Paraguay)     |        |        |        |        |
| Ignacio Sanabria      | Defensa        | Gimnasia y Tiro            |        |        |        |        |
| Andrés Berizovsky     | Defensa        | Defensa y Justicia         |        |        |        |        |
| Leandro Condorí       | Centrocampista | Altos Hornos Zapla         |        |        |        |        |
| Emmanuel Romero       | Centrocampista | El Linqueño                |        |        |        |        |
| Martín Esparza        | Centrocampista | Gimnasia y Tiro            |        |        |        |        |
| Lucciano Arraya       | Centrocampista | Talleres (Perico)          |        |        |        |        |
| Enzo Serrano          | Centrocampista | Altos Hornos Zapla         |        |        |        |        |
| Alejandro Taborda     | Centrocampista | Mitre (Salta)              |        |        |        |        |
| Maximiliano Varas     | Centrocampista | Altos Hornos Zapla         |        |        |        |        |
| Pablo Ortega          | Centrocampista | San Miguel                 |        |        |        |        |
| Daniel Lucero         | Delantero      | El Porvenir                |        |        |        |        |
| Santiago López        | Delantero      | Gimnasia y Tiro            |        |        |        |        |
| Mauricio Hoyos        | Delantero      | Mercado San Miguel (Salta) |        |        |        |        |
| Sergio Frutos         | Delantero      | FC Juárez                  |        |        |        |        |
| Luciano Viano         | Delantero      | Talleres (Córdoba)         |        |        |        |        |
| Facundo Cruz          | Delantero      | Graneros (Tucumán)         |        |        |        |        |
| Invierno              |                |                            |        |        |        |        |
| Nicolás "González"    | Centrocampista | Crucero del Norte          |        |        |        |        |
| Johnjayler "Palacios" | Delantero      | Sportivo Pocitos           |        |        |        |        |
| Gonzalo "Puntano"     | Delantero      | Gimnasia (Jujuy)           |        |        |        |        |

### Bajas
| Jugador           | Posición       | Destino |        |        |        |        |
| Verano            | Verano         | Verano  | Verano | Verano | Verano | Verano |
| ----------------- | -------------- | ------- | ------ | ------ | ------ | ------ |
| -                 |                |         |        |        |        |        |
| Invierno          |                |         |        |        |        |        |
| Valentin Senatore | Defensa        | -       |        |        |        |        |
| Claudio Burgos    | Centrocampista | -       |        |        |        |        |

## Datos del club

### Torneos nacionales
- Temporadas en Primera División: 6
  - Participaciones en el Torneo Nacional: 6 (1971, 1973, 1975, 1978, 1983 y 1985)
- Temporadas en segunda división: 9
  - Participaciones en la Primera B Nacional: 9 (1996-97, 1998-99, 1999-2000, 2000-01, 2001-02, 2002-03, 2003-04, 2004-05 y 2005-06)
- Temporadas en tercera división: 29 
  - Participaciones en el Torneo del Interior: 9 (1986, 1987-88, 1988-89, 1989-90, 1990-91, 1991-92, 1992-93, 1993-94 y 1994-95)
  - Participaciones en los torneos Argentino A y Federal A: 20 (1995-96, 1997-98, 2006-07, 2007-08, 2008-09, 2009-10, 2010-11, 2011-12, 2012-13, 2013-14, 2014, 2015, 2016, 2016-17, 2017-18, 2018-19, 2022, 2023, 2024 y 2025)
- Temporadas en cuarta división: 3
  - Participaciones en el Torneo Regional: 3 (2020, 2020-21 y 2021-22)

- Temporadas en Copa Argentina: 7 (2011-12, 2012-13, 2013-14, 2014-15, 2015-16, 2017-18 y 2018-19)

Ascensos
- 1996: Ascenso al Nacional B como campeón del Torneo Argentino A.
- 1998: Ascenso al Nacional B como campeón del Torneo Argentino A.
- 2022: Ascenso al Torneo Federal A como campeón del Torneo Regional.

Descensos
- 1997: Descenso de Nacional B al Torneo Argentino A.
- 2006: Descenso del Nacional B al Torneo Argentino A.
- 2019: Descenso del Torneo Federal A al Torneo Regional.

### Máximas Goleadas
| A favor - 7-1 a Club Atlético Santa Rosa por el Torneo Nacional '83 - 6-1 a Gimnasia (LP) por el Torneo Nacional '71 | En contra - 8-2 contra Estudiantes (LP) por el Torneo Nacional '78 - 7-1 contra Talleres (Cba) por el Torneo Nacional '78 - 5-1 contra San Lorenzo por el Torneo Nacional '73 |

| A favor - 5-1 a Argentinos Juniors Primera B Nacional 2003-04 - 4-0 a Olimpo (BB) Primera B Nacional 1998-99 - 4-1 a Douglas Haig Primera B Nacional 1998-99 - 1-4 a San Martín (T) Primera B Nacional 1999-00 - 4-1 a Belgrano (Cba) Primera B Nacional 2004-05 - 4-1 a Talleres (Cba) Primera B Nacional 2005-06 | En contra - 6-0 contra Instituto (Cba) Primera B Nacional 2002-03 - 6-1 contra Instituto (Cba) Primera B Nacional 2000-01 - 5-0 contra C.A.I Primera B Nacional 2003-04 - 5-0 contra Tiro Federal (R) Primera B Nacional 2003-04 - 4-0 contra Almagro Primera B Nacional 1999-00 - 4-0 contra Independiente Rivadavia Primera B Nacional 2000-01 |

| A favor - 10-1 a Independiente Rivadavia Torneo del Interior 1994-95 - 7-0 a Juventud Alianza (San Juan) Torneo Argentino A 1995-96 - 7-0 a Luján de Cuyo Torneo Argentino A 2007-08 - 6-0 a Concepción (T) Torneo Argentina A 1997-98 - 5-0 a Juventud Alianza (San Juan) Torneo Argentino A 1996-97 - 5-0 a Unión (Sunchales) Torneo Argentino A 2009-10 - 5-0 a Sp. Las Parejas Torneo Federal A 2022 - 4-0 a Gimnasia y Tiro Torneo Federal A 2016 - 0-4 a Altos Hornos Zapla Torneo Federal A 2016 | En contra - 6-2 contra Concepción (T) Torneo Argentina A 1995-96 - 0-4 contra Racing (Cba) Torneo Federal A 2022 - 4-0 contra San Martín (Formosa) Torneo Federal A 2022 - 4-0 contra Sarmiento (La Banda) Torneo Federal A 2024 |

| A favor - 6-0 a Normal Rosarino Torneo Regional Federal Amateur 2021-22 - 5-0 a Libertad (San Carlos) Torneo Regional Federal Amateur 2020 - 4-1 a Villa San Antonio Torneo Regional Federal Amateur 2020-21 - 1-4 a Villa San Antonio Torneo Regional Federal Amateur 2021-22 - 3-0 a Villa San Antonio Torneo Regional Federal Amateur 2021-22 | En contra - No fue goleado en esta categoría |

| A favor - 3-0 a Américo Tesorieri en la edición 2012-13 - 3-0 a Central Córdoba (SdE) en la edición 2012-13 | En contra - 1-4 contra Güemes (SdE) en la edición 2015/16 - 6-0 contra Rosario Central en la edición 2017-18 |

### Partidos Históricos
| 1          | Guardameta     | Maximiliano Kadijevic |       |
| ?          | Defensa        | Fernando Batista      | Salió |
| ?          | Defensa        | Adrián Romero         |       |
| ?          | Defensa        | Carlos Mayor          |       |
| ?          | Defensa        | Diego Vázquez         |       |
| ?          | Centrocampista | Fernando Sánchez      |       |
| ?          | Centrocampista | Gabriel Lettieri      | Salió |
| ?          | Centrocampista | Walter Paz            |       |
| ?          | Centrocampista | Ramiro Pizarro        |       |
| ?          | Delantero      | Gabriel Miguel Bordi  |       |
| ?          | Delantero      | Aldo Osorio           |       |
| Entrenador | Entrenador     | Ricardo Ródriguez     |       |

| 1          | Guardameta     | José Valdiviezo          |                     |       |
| ?          | Defensa        | Nelson Marín             | Salió               |       |
| ?          | Defensa        | Mauro Laspada            | Jugador del partido |       |
| ?          | Defensa        | Ángel Bernuncio          |                     |       |
| ?          | Defensa        | Alberto Boggio           |                     |       |
| ?          | Centrocampista | Sergio Albornoz          |                     |       |
| ?          | Centrocampista | Alejandro Casal          |                     |       |
| ?          | Centrocampista | Hernán Heinze            |                     |       |
| ?          | Centrocampista | Emilio Kalujerovich      |                     | Salió |
| ?          | Delantero      | Gustavo Lucco            |                     |       |
| ?          | Delantero      | Oscar Gómez              | Salió               |       |
| Entrenador | Entrenador     | Fernando Carlos Donaires |                     |       |

| ? | Delantero      | Maximiliano Castano | Entró |
| ? | Centrocampista | Mariano Pasini      | Entró |
| ? | Centrocampista | Facundo Diz         | Entró |

| ? | Delantero      | Miguel Ángel Velarde | Entró |
| ? | Centrocampista | Lucas Jara           | Entró |
| ? | Centrocampista | Nicolás Jiménez      | Entró |

| Anotado | 19' | Osorio                       | 1:0 |
| Anotado | 32' | Carlos Mayor (de Tiro libre) | 2:0 |
| Anotado | 56' | Carlos Mayor                 | 3:2 |

| Anotado | 39' | Mauro Laspada                                     | 2:1 |
| Anotado | 49' | Mauro Laspada (de penal)                          | 2:2 |
| Anotado | 58' | Gustavo Lucco                                     | 3:3 |
| Anotado | 76' | Oscar Gómez                                       | 3:4 |
| Anotado | 90' | Miguel "Pichi" Velarde (de la mitad de la cancha) | 3:5 |

| Expulsado | 58' | Ramiro Pizarro |

| Árbitro | Hugo Cordero |

| 1          | Guardameta     | Maximiliano Kadijevic |       |
| ?          | Defensa        | Fernando Batista      | Salió |
| ?          | Defensa        | Adrián Romero         |       |
| ?          | Defensa        | Carlos Mayor          |       |
| ?          | Defensa        | Diego Vázquez         |       |
| ?          | Centrocampista | Fernando Sánchez      |       |
| ?          | Centrocampista | Gabriel Lettieri      | Salió |
| ?          | Centrocampista | Walter Paz            |       |
| ?          | Centrocampista | Ramiro Pizarro        |       |
| ?          | Delantero      | Gabriel Miguel Bordi  |       |
| ?          | Delantero      | Aldo Osorio           |       |
| Entrenador | Entrenador     | Ricardo Ródriguez     |       |

| 1          | Guardameta     | José Valdiviezo          |                     |       |
| ?          | Defensa        | Nelson Marín             | Salió               |       |
| ?          | Defensa        | Mauro Laspada            | Jugador del partido |       |
| ?          | Defensa        | Ángel Bernuncio          |                     |       |
| ?          | Defensa        | Alberto Boggio           |                     |       |
| ?          | Centrocampista | Sergio Albornoz          |                     |       |
| ?          | Centrocampista | Alejandro Casal          |                     |       |
| ?          | Centrocampista | Hernán Heinze            |                     |       |
| ?          | Centrocampista | Emilio Kalujerovich      |                     | Salió |
| ?          | Delantero      | Gustavo Lucco            |                     |       |
| ?          | Delantero      | Oscar Gómez              | Salió               |       |
| Entrenador | Entrenador     | Fernando Carlos Donaires |                     |       |

| ? | Delantero      | Maximiliano Castano | Entró |
| ? | Centrocampista | Mariano Pasini      | Entró |
| ? | Centrocampista | Facundo Diz         | Entró |

| ? | Delantero      | Miguel Ángel Velarde | Entró |
| ? | Centrocampista | Lucas Jara           | Entró |
| ? | Centrocampista | Nicolás Jiménez      | Entró |

| Anotado | 19' | Osorio                       | 1:0 |
| Anotado | 32' | Carlos Mayor (de Tiro libre) | 2:0 |
| Anotado | 56' | Carlos Mayor                 | 3:2 |

| Anotado | 39' | Mauro Laspada                                     | 2:1 |
| Anotado | 49' | Mauro Laspada (de penal)                          | 2:2 |
| Anotado | 58' | Gustavo Lucco                                     | 3:3 |
| Anotado | 76' | Oscar Gómez                                       | 3:4 |
| Anotado | 90' | Miguel "Pichi" Velarde (de la mitad de la cancha) | 3:5 |

| Expulsado | 58' | Ramiro Pizarro |

| Árbitro | Hugo Cordero |

| 1          | Guardameta     | Maximiliano Kadijevic |       |
| ?          | Defensa        | Fernando Batista      | Salió |
| ?          | Defensa        | Adrián Romero         |       |
| ?          | Defensa        | Carlos Mayor          |       |
| ?          | Defensa        | Diego Vázquez         |       |
| ?          | Centrocampista | Fernando Sánchez      |       |
| ?          | Centrocampista | Gabriel Lettieri      | Salió |
| ?          | Centrocampista | Walter Paz            |       |
| ?          | Centrocampista | Ramiro Pizarro        |       |
| ?          | Delantero      | Gabriel Miguel Bordi  |       |
| ?          | Delantero      | Aldo Osorio           |       |
| Entrenador | Entrenador     | Ricardo Ródriguez     |       |

| 1          | Guardameta     | José Valdiviezo          |                     |       |
| ?          | Defensa        | Nelson Marín             | Salió               |       |
| ?          | Defensa        | Mauro Laspada            | Jugador del partido |       |
| ?          | Defensa        | Ángel Bernuncio          |                     |       |
| ?          | Defensa        | Alberto Boggio           |                     |       |
| ?          | Centrocampista | Sergio Albornoz          |                     |       |
| ?          | Centrocampista | Alejandro Casal          |                     |       |
| ?          | Centrocampista | Hernán Heinze            |                     |       |
| ?          | Centrocampista | Emilio Kalujerovich      |                     | Salió |
| ?          | Delantero      | Gustavo Lucco            |                     |       |
| ?          | Delantero      | Oscar Gómez              | Salió               |       |
| Entrenador | Entrenador     | Fernando Carlos Donaires |                     |       |

| ? | Delantero      | Maximiliano Castano | Entró |
| ? | Centrocampista | Mariano Pasini      | Entró |
| ? | Centrocampista | Facundo Diz         | Entró |

| ? | Delantero      | Miguel Ángel Velarde | Entró |
| ? | Centrocampista | Lucas Jara           | Entró |
| ? | Centrocampista | Nicolás Jiménez      | Entró |

| Anotado | 19' | Osorio                       | 1:0 |
| Anotado | 32' | Carlos Mayor (de Tiro libre) | 2:0 |
| Anotado | 56' | Carlos Mayor                 | 3:2 |

| Anotado | 39' | Mauro Laspada                                     | 2:1 |
| Anotado | 49' | Mauro Laspada (de penal)                          | 2:2 |
| Anotado | 58' | Gustavo Lucco                                     | 3:3 |
| Anotado | 76' | Oscar Gómez                                       | 3:4 |
| Anotado | 90' | Miguel "Pichi" Velarde (de la mitad de la cancha) | 3:5 |

| Expulsado | 58' | Ramiro Pizarro |

| Árbitro | Hugo Cordero |

| 1          | Guardameta     | Maximiliano Kadijevic |       |
| ?          | Defensa        | Fernando Batista      | Salió |
| ?          | Defensa        | Adrián Romero         |       |
| ?          | Defensa        | Carlos Mayor          |       |
| ?          | Defensa        | Diego Vázquez         |       |
| ?          | Centrocampista | Fernando Sánchez      |       |
| ?          | Centrocampista | Gabriel Lettieri      | Salió |
| ?          | Centrocampista | Walter Paz            |       |
| ?          | Centrocampista | Ramiro Pizarro        |       |
| ?          | Delantero      | Gabriel Miguel Bordi  |       |
| ?          | Delantero      | Aldo Osorio           |       |
| Entrenador | Entrenador     | Ricardo Ródriguez     |       |

| 1          | Guardameta     | José Valdiviezo          |                     |       |
| ?          | Defensa        | Nelson Marín             | Salió               |       |
| ?          | Defensa        | Mauro Laspada            | Jugador del partido |       |
| ?          | Defensa        | Ángel Bernuncio          |                     |       |
| ?          | Defensa        | Alberto Boggio           |                     |       |
| ?          | Centrocampista | Sergio Albornoz          |                     |       |
| ?          | Centrocampista | Alejandro Casal          |                     |       |
| ?          | Centrocampista | Hernán Heinze            |                     |       |
| ?          | Centrocampista | Emilio Kalujerovich      |                     | Salió |
| ?          | Delantero      | Gustavo Lucco            |                     |       |
| ?          | Delantero      | Oscar Gómez              | Salió               |       |
| Entrenador | Entrenador     | Fernando Carlos Donaires |                     |       |

| ? | Delantero      | Maximiliano Castano | Entró |
| ? | Centrocampista | Mariano Pasini      | Entró |
| ? | Centrocampista | Facundo Diz         | Entró |

| ? | Delantero      | Miguel Ángel Velarde | Entró |
| ? | Centrocampista | Lucas Jara           | Entró |
| ? | Centrocampista | Nicolás Jiménez      | Entró |

| Anotado | 19' | Osorio                       | 1:0 |
| Anotado | 32' | Carlos Mayor (de Tiro libre) | 2:0 |
| Anotado | 56' | Carlos Mayor                 | 3:2 |

| Anotado | 39' | Mauro Laspada                                     | 2:1 |
| Anotado | 49' | Mauro Laspada (de penal)                          | 2:2 |
| Anotado | 58' | Gustavo Lucco                                     | 3:3 |
| Anotado | 76' | Oscar Gómez                                       | 3:4 |
| Anotado | 90' | Miguel "Pichi" Velarde (de la mitad de la cancha) | 3:5 |

| Expulsado | 58' | Ramiro Pizarro |

| Árbitro | Hugo Cordero |

| 1          | Guardameta     | Maximiliano Kadijevic |       |
| ?          | Defensa        | Fernando Batista      | Salió |
| ?          | Defensa        | Adrián Romero         |       |
| ?          | Defensa        | Carlos Mayor          |       |
| ?          | Defensa        | Diego Vázquez         |       |
| ?          | Centrocampista | Fernando Sánchez      |       |
| ?          | Centrocampista | Gabriel Lettieri      | Salió |
| ?          | Centrocampista | Walter Paz            |       |
| ?          | Centrocampista | Ramiro Pizarro        |       |
| ?          | Delantero      | Gabriel Miguel Bordi  |       |
| ?          | Delantero      | Aldo Osorio           |       |
| Entrenador | Entrenador     | Ricardo Ródriguez     |       |

| 1          | Guardameta     | José Valdiviezo          |                     |       |
| ?          | Defensa        | Nelson Marín             | Salió               |       |
| ?          | Defensa        | Mauro Laspada            | Jugador del partido |       |
| ?          | Defensa        | Ángel Bernuncio          |                     |       |
| ?          | Defensa        | Alberto Boggio           |                     |       |
| ?          | Centrocampista | Sergio Albornoz          |                     |       |
| ?          | Centrocampista | Alejandro Casal          |                     |       |
| ?          | Centrocampista | Hernán Heinze            |                     |       |
| ?          | Centrocampista | Emilio Kalujerovich      |                     | Salió |
| ?          | Delantero      | Gustavo Lucco            |                     |       |
| ?          | Delantero      | Oscar Gómez              | Salió               |       |
| Entrenador | Entrenador     | Fernando Carlos Donaires |                     |       |

| ? | Delantero      | Maximiliano Castano | Entró |
| ? | Centrocampista | Mariano Pasini      | Entró |
| ? | Centrocampista | Facundo Diz         | Entró |

| ? | Delantero      | Miguel Ángel Velarde | Entró |
| ? | Centrocampista | Lucas Jara           | Entró |
| ? | Centrocampista | Nicolás Jiménez      | Entró |

| Anotado | 19' | Osorio                       | 1:0 |
| Anotado | 32' | Carlos Mayor (de Tiro libre) | 2:0 |
| Anotado | 56' | Carlos Mayor                 | 3:2 |

| Anotado | 39' | Mauro Laspada                                     | 2:1 |
| Anotado | 49' | Mauro Laspada (de penal)                          | 2:2 |
| Anotado | 58' | Gustavo Lucco                                     | 3:3 |
| Anotado | 76' | Oscar Gómez                                       | 3:4 |
| Anotado | 90' | Miguel "Pichi" Velarde (de la mitad de la cancha) | 3:5 |

| Expulsado | 58' | Ramiro Pizarro |

| Árbitro | Hugo Cordero |

| 1          | Guardameta     | Maximiliano Kadijevic |       |
| ?          | Defensa        | Fernando Batista      | Salió |
| ?          | Defensa        | Adrián Romero         |       |
| ?          | Defensa        | Carlos Mayor          |       |
| ?          | Defensa        | Diego Vázquez         |       |
| ?          | Centrocampista | Fernando Sánchez      |       |
| ?          | Centrocampista | Gabriel Lettieri      | Salió |
| ?          | Centrocampista | Walter Paz            |       |
| ?          | Centrocampista | Ramiro Pizarro        |       |
| ?          | Delantero      | Gabriel Miguel Bordi  |       |
| ?          | Delantero      | Aldo Osorio           |       |
| Entrenador | Entrenador     | Ricardo Ródriguez     |       |

| 1          | Guardameta     | José Valdiviezo          |                     |       |
| ?          | Defensa        | Nelson Marín             | Salió               |       |
| ?          | Defensa        | Mauro Laspada            | Jugador del partido |       |
| ?          | Defensa        | Ángel Bernuncio          |                     |       |
| ?          | Defensa        | Alberto Boggio           |                     |       |
| ?          | Centrocampista | Sergio Albornoz          |                     |       |
| ?          | Centrocampista | Alejandro Casal          |                     |       |
| ?          | Centrocampista | Hernán Heinze            |                     |       |
| ?          | Centrocampista | Emilio Kalujerovich      |                     | Salió |
| ?          | Delantero      | Gustavo Lucco            |                     |       |
| ?          | Delantero      | Oscar Gómez              | Salió               |       |
| Entrenador | Entrenador     | Fernando Carlos Donaires |                     |       |

| ? | Delantero      | Maximiliano Castano | Entró |
| ? | Centrocampista | Mariano Pasini      | Entró |
| ? | Centrocampista | Facundo Diz         | Entró |

| ? | Delantero      | Miguel Ángel Velarde | Entró |
| ? | Centrocampista | Lucas Jara           | Entró |
| ? | Centrocampista | Nicolás Jiménez      | Entró |

| Anotado | 19' | Osorio                       | 1:0 |
| Anotado | 32' | Carlos Mayor (de Tiro libre) | 2:0 |
| Anotado | 56' | Carlos Mayor                 | 3:2 |

| Anotado | 39' | Mauro Laspada                                     | 2:1 |
| Anotado | 49' | Mauro Laspada (de penal)                          | 2:2 |
| Anotado | 58' | Gustavo Lucco                                     | 3:3 |
| Anotado | 76' | Oscar Gómez                                       | 3:4 |
| Anotado | 90' | Miguel "Pichi" Velarde (de la mitad de la cancha) | 3:5 |

| Expulsado | 58' | Ramiro Pizarro |

| Árbitro | Hugo Cordero |

| 1          | Guardameta     | Maximiliano Kadijevic |       |
| ?          | Defensa        | Fernando Batista      | Salió |
| ?          | Defensa        | Adrián Romero         |       |
| ?          | Defensa        | Carlos Mayor          |       |
| ?          | Defensa        | Diego Vázquez         |       |
| ?          | Centrocampista | Fernando Sánchez      |       |
| ?          | Centrocampista | Gabriel Lettieri      | Salió |
| ?          | Centrocampista | Walter Paz            |       |
| ?          | Centrocampista | Ramiro Pizarro        |       |
| ?          | Delantero      | Gabriel Miguel Bordi  |       |
| ?          | Delantero      | Aldo Osorio           |       |
| Entrenador | Entrenador     | Ricardo Ródriguez     |       |

| 1          | Guardameta     | José Valdiviezo          |                     |       |
| ?          | Defensa        | Nelson Marín             | Salió               |       |
| ?          | Defensa        | Mauro Laspada            | Jugador del partido |       |
| ?          | Defensa        | Ángel Bernuncio          |                     |       |
| ?          | Defensa        | Alberto Boggio           |                     |       |
| ?          | Centrocampista | Sergio Albornoz          |                     |       |
| ?          | Centrocampista | Alejandro Casal          |                     |       |
| ?          | Centrocampista | Hernán Heinze            |                     |       |
| ?          | Centrocampista | Emilio Kalujerovich      |                     | Salió |
| ?          | Delantero      | Gustavo Lucco            |                     |       |
| ?          | Delantero      | Oscar Gómez              | Salió               |       |
| Entrenador | Entrenador     | Fernando Carlos Donaires |                     |       |

| ? | Delantero      | Maximiliano Castano | Entró |
| ? | Centrocampista | Mariano Pasini      | Entró |
| ? | Centrocampista | Facundo Diz         | Entró |

| ? | Delantero      | Miguel Ángel Velarde | Entró |
| ? | Centrocampista | Lucas Jara           | Entró |
| ? | Centrocampista | Nicolás Jiménez      | Entró |

| Anotado | 19' | Osorio                       | 1:0 |
| Anotado | 32' | Carlos Mayor (de Tiro libre) | 2:0 |
| Anotado | 56' | Carlos Mayor                 | 3:2 |

| Anotado | 39' | Mauro Laspada                                     | 2:1 |
| Anotado | 49' | Mauro Laspada (de penal)                          | 2:2 |
| Anotado | 58' | Gustavo Lucco                                     | 3:3 |
| Anotado | 76' | Oscar Gómez                                       | 3:4 |
| Anotado | 90' | Miguel "Pichi" Velarde (de la mitad de la cancha) | 3:5 |

| Expulsado | 58' | Ramiro Pizarro |

| Árbitro | Hugo Cordero |

| 1          | Guardameta     | Maximiliano Kadijevic |       |
| ?          | Defensa        | Fernando Batista      | Salió |
| ?          | Defensa        | Adrián Romero         |       |
| ?          | Defensa        | Carlos Mayor          |       |
| ?          | Defensa        | Diego Vázquez         |       |
| ?          | Centrocampista | Fernando Sánchez      |       |
| ?          | Centrocampista | Gabriel Lettieri      | Salió |
| ?          | Centrocampista | Walter Paz            |       |
| ?          | Centrocampista | Ramiro Pizarro        |       |
| ?          | Delantero      | Gabriel Miguel Bordi  |       |
| ?          | Delantero      | Aldo Osorio           |       |
| Entrenador | Entrenador     | Ricardo Ródriguez     |       |

| 1          | Guardameta     | José Valdiviezo          |                     |       |
| ?          | Defensa        | Nelson Marín             | Salió               |       |
| ?          | Defensa        | Mauro Laspada            | Jugador del partido |       |
| ?          | Defensa        | Ángel Bernuncio          |                     |       |
| ?          | Defensa        | Alberto Boggio           |                     |       |
| ?          | Centrocampista | Sergio Albornoz          |                     |       |
| ?          | Centrocampista | Alejandro Casal          |                     |       |
| ?          | Centrocampista | Hernán Heinze            |                     |       |
| ?          | Centrocampista | Emilio Kalujerovich      |                     | Salió |
| ?          | Delantero      | Gustavo Lucco            |                     |       |
| ?          | Delantero      | Oscar Gómez              | Salió               |       |
| Entrenador | Entrenador     | Fernando Carlos Donaires |                     |       |

| ? | Delantero      | Maximiliano Castano | Entró |
| ? | Centrocampista | Mariano Pasini      | Entró |
| ? | Centrocampista | Facundo Diz         | Entró |

| ? | Delantero      | Miguel Ángel Velarde | Entró |
| ? | Centrocampista | Lucas Jara           | Entró |
| ? | Centrocampista | Nicolás Jiménez      | Entró |

| Anotado | 19' | Osorio                       | 1:0 |
| Anotado | 32' | Carlos Mayor (de Tiro libre) | 2:0 |
| Anotado | 56' | Carlos Mayor                 | 3:2 |

| Anotado | 39' | Mauro Laspada                                     | 2:1 |
| Anotado | 49' | Mauro Laspada (de penal)                          | 2:2 |
| Anotado | 58' | Gustavo Lucco                                     | 3:3 |
| Anotado | 76' | Oscar Gómez                                       | 3:4 |
| Anotado | 90' | Miguel "Pichi" Velarde (de la mitad de la cancha) | 3:5 |

| Expulsado | 58' | Ramiro Pizarro |

| Árbitro | Hugo Cordero |

| 1          | Guardameta     | Guillermo Bachke |     |
| 4          | Defensa        | Jesús Calderón   |     |
| 2          | Defensa        | Walter Juárez    |     |
| 6          | Defensa        | Nicolás Aguirre  |     |
| 3          | Defensa        | Jorge Velazco    |     |
| 8          | Centrocampista | Gustavo Mbombaj  | 75' |
| 5          | Centrocampista | Carlos Churquina |     |
| 7          | Centrocampista | Julián Acosta    |     |
| 10         | Centrocampista | Facundo Velazco  | 58' |
| 9          | Delantero      | Leonardo Villa   | 84' |
| 11         | Delantero      | Martín Esparza   | 75' |
| Entrenador | Entrenador     | Martín Martos    |     |

| 1          | Guardameta     | Eduardo Flores        |     |
| 4          | Defensa        | Alejandro Pérez       | 56' |
| 2          | Defensa        | Rodrigo Lechner       |     |
| 6          | Defensa        | Ariel Morales         |     |
| 3          | Defensa        | Jonathan Medina       |     |
| 8          | Centrocampista | Pablo Motta           | 76' |
| 5          | Centrocampista | Juan Ardetti          | 65' |
| 7          | Centrocampista | Manuel Roa            | 46' |
| 11         | Centrocampista | Juan Rodríguez        |     |
| 9          | Delantero      | Cristian Barinaga     |     |
| 10         | Delantero      | Ignacio Valsangiácono |     |
| Entrenador | Entrenador     | Carlos Marczuk        |     |

| 12 | Guardameta     | Nicolás Sequeira        |     |
| 13 | Defensa        | Agustín López           | 84' |
| 14 | Centrocampista | Flavio Guanca           | 75' |
| 15 | Delantero      | Hernán Hechalar         |     |
| 16 | Delantero      | Pablo González De Pauli | 84' |
| 17 | Delantero      | Enzo Vargas             | 75' |
| 18 | Delantero      | Ricardo Gómez           |     |

| 12 | Guardameta     | Nahuel Clavero    |     |
| 13 | Defensa        | Enrique Villalba  |     |
| 14 | Defensa        | Matías Barrientos |     |
| 15 | Centrocampista | Braian Domínguez  | 56' |
| 16 | Centrocampista | Darío Cardozo     | 76' |
| 17 | Centrocampista | Raúl Benítez      | 46' |
| 18 | Delantero      | Alan Almirón      | 65' |

| Anotado | 37' | Gustavo Mbombaj | 1:0 |

| 1          | Guardameta     | Guillermo Bachke |     |
| 4          | Defensa        | Jesús Calderón   |     |
| 2          | Defensa        | Walter Juárez    |     |
| 6          | Defensa        | Nicolás Aguirre  |     |
| 3          | Defensa        | Jorge Velazco    |     |
| 8          | Centrocampista | Gustavo Mbombaj  | 75' |
| 5          | Centrocampista | Carlos Churquina |     |
| 7          | Centrocampista | Julián Acosta    |     |
| 10         | Centrocampista | Facundo Velazco  | 58' |
| 9          | Delantero      | Leonardo Villa   | 84' |
| 11         | Delantero      | Martín Esparza   | 75' |
| Entrenador | Entrenador     | Martín Martos    |     |

| 1          | Guardameta     | Eduardo Flores        |     |
| 4          | Defensa        | Alejandro Pérez       | 56' |
| 2          | Defensa        | Rodrigo Lechner       |     |
| 6          | Defensa        | Ariel Morales         |     |
| 3          | Defensa        | Jonathan Medina       |     |
| 8          | Centrocampista | Pablo Motta           | 76' |
| 5          | Centrocampista | Juan Ardetti          | 65' |
| 7          | Centrocampista | Manuel Roa            | 46' |
| 11         | Centrocampista | Juan Rodríguez        |     |
| 9          | Delantero      | Cristian Barinaga     |     |
| 10         | Delantero      | Ignacio Valsangiácono |     |
| Entrenador | Entrenador     | Carlos Marczuk        |     |

| 12 | Guardameta     | Nicolás Sequeira        |     |
| 13 | Defensa        | Agustín López           | 84' |
| 14 | Centrocampista | Flavio Guanca           | 75' |
| 15 | Delantero      | Hernán Hechalar         |     |
| 16 | Delantero      | Pablo González De Pauli | 84' |
| 17 | Delantero      | Enzo Vargas             | 75' |
| 18 | Delantero      | Ricardo Gómez           |     |

| 12 | Guardameta     | Nahuel Clavero    |     |
| 13 | Defensa        | Enrique Villalba  |     |
| 14 | Defensa        | Matías Barrientos |     |
| 15 | Centrocampista | Braian Domínguez  | 56' |
| 16 | Centrocampista | Darío Cardozo     | 76' |
| 17 | Centrocampista | Raúl Benítez      | 46' |
| 18 | Delantero      | Alan Almirón      | 65' |

| Anotado | 37' | Gustavo Mbombaj | 1:0 |

| 1          | Guardameta     | Guillermo Bachke |     |
| 4          | Defensa        | Jesús Calderón   |     |
| 2          | Defensa        | Walter Juárez    |     |
| 6          | Defensa        | Nicolás Aguirre  |     |
| 3          | Defensa        | Jorge Velazco    |     |
| 8          | Centrocampista | Gustavo Mbombaj  | 75' |
| 5          | Centrocampista | Carlos Churquina |     |
| 7          | Centrocampista | Julián Acosta    |     |
| 10         | Centrocampista | Facundo Velazco  | 58' |
| 9          | Delantero      | Leonardo Villa   | 84' |
| 11         | Delantero      | Martín Esparza   | 75' |
| Entrenador | Entrenador     | Martín Martos    |     |

| 1          | Guardameta     | Eduardo Flores        |     |
| 4          | Defensa        | Alejandro Pérez       | 56' |
| 2          | Defensa        | Rodrigo Lechner       |     |
| 6          | Defensa        | Ariel Morales         |     |
| 3          | Defensa        | Jonathan Medina       |     |
| 8          | Centrocampista | Pablo Motta           | 76' |
| 5          | Centrocampista | Juan Ardetti          | 65' |
| 7          | Centrocampista | Manuel Roa            | 46' |
| 11         | Centrocampista | Juan Rodríguez        |     |
| 9          | Delantero      | Cristian Barinaga     |     |
| 10         | Delantero      | Ignacio Valsangiácono |     |
| Entrenador | Entrenador     | Carlos Marczuk        |     |

| 12 | Guardameta     | Nicolás Sequeira        |     |
| 13 | Defensa        | Agustín López           | 84' |
| 14 | Centrocampista | Flavio Guanca           | 75' |
| 15 | Delantero      | Hernán Hechalar         |     |
| 16 | Delantero      | Pablo González De Pauli | 84' |
| 17 | Delantero      | Enzo Vargas             | 75' |
| 18 | Delantero      | Ricardo Gómez           |     |

| 12 | Guardameta     | Nahuel Clavero    |     |
| 13 | Defensa        | Enrique Villalba  |     |
| 14 | Defensa        | Matías Barrientos |     |
| 15 | Centrocampista | Braian Domínguez  | 56' |
| 16 | Centrocampista | Darío Cardozo     | 76' |
| 17 | Centrocampista | Raúl Benítez      | 46' |
| 18 | Delantero      | Alan Almirón      | 65' |

| Anotado | 37' | Gustavo Mbombaj | 1:0 |

| 1          | Guardameta     | Guillermo Bachke |     |
| 4          | Defensa        | Jesús Calderón   |     |
| 2          | Defensa        | Walter Juárez    |     |
| 6          | Defensa        | Nicolás Aguirre  |     |
| 3          | Defensa        | Jorge Velazco    |     |
| 8          | Centrocampista | Gustavo Mbombaj  | 75' |
| 5          | Centrocampista | Carlos Churquina |     |
| 7          | Centrocampista | Julián Acosta    |     |
| 10         | Centrocampista | Facundo Velazco  | 58' |
| 9          | Delantero      | Leonardo Villa   | 84' |
| 11         | Delantero      | Martín Esparza   | 75' |
| Entrenador | Entrenador     | Martín Martos    |     |

| 1          | Guardameta     | Eduardo Flores        |     |
| 4          | Defensa        | Alejandro Pérez       | 56' |
| 2          | Defensa        | Rodrigo Lechner       |     |
| 6          | Defensa        | Ariel Morales         |     |
| 3          | Defensa        | Jonathan Medina       |     |
| 8          | Centrocampista | Pablo Motta           | 76' |
| 5          | Centrocampista | Juan Ardetti          | 65' |
| 7          | Centrocampista | Manuel Roa            | 46' |
| 11         | Centrocampista | Juan Rodríguez        |     |
| 9          | Delantero      | Cristian Barinaga     |     |
| 10         | Delantero      | Ignacio Valsangiácono |     |
| Entrenador | Entrenador     | Carlos Marczuk        |     |

| 12 | Guardameta     | Nicolás Sequeira        |     |
| 13 | Defensa        | Agustín López           | 84' |
| 14 | Centrocampista | Flavio Guanca           | 75' |
| 15 | Delantero      | Hernán Hechalar         |     |
| 16 | Delantero      | Pablo González De Pauli | 84' |
| 17 | Delantero      | Enzo Vargas             | 75' |
| 18 | Delantero      | Ricardo Gómez           |     |

| 12 | Guardameta     | Nahuel Clavero    |     |
| 13 | Defensa        | Enrique Villalba  |     |
| 14 | Defensa        | Matías Barrientos |     |
| 15 | Centrocampista | Braian Domínguez  | 56' |
| 16 | Centrocampista | Darío Cardozo     | 76' |
| 17 | Centrocampista | Raúl Benítez      | 46' |
| 18 | Delantero      | Alan Almirón      | 65' |

| Anotado | 37' | Gustavo Mbombaj | 1:0 |

| 1          | Guardameta     | Guillermo Bachke |     |
| 4          | Defensa        | Jesús Calderón   |     |
| 2          | Defensa        | Walter Juárez    |     |
| 6          | Defensa        | Nicolás Aguirre  |     |
| 3          | Defensa        | Jorge Velazco    |     |
| 8          | Centrocampista | Gustavo Mbombaj  | 75' |
| 5          | Centrocampista | Carlos Churquina |     |
| 7          | Centrocampista | Julián Acosta    |     |
| 10         | Centrocampista | Facundo Velazco  | 58' |
| 9          | Delantero      | Leonardo Villa   | 84' |
| 11         | Delantero      | Martín Esparza   | 75' |
| Entrenador | Entrenador     | Martín Martos    |     |

| 1          | Guardameta     | Eduardo Flores        |     |
| 4          | Defensa        | Alejandro Pérez       | 56' |
| 2          | Defensa        | Rodrigo Lechner       |     |
| 6          | Defensa        | Ariel Morales         |     |
| 3          | Defensa        | Jonathan Medina       |     |
| 8          | Centrocampista | Pablo Motta           | 76' |
| 5          | Centrocampista | Juan Ardetti          | 65' |
| 7          | Centrocampista | Manuel Roa            | 46' |
| 11         | Centrocampista | Juan Rodríguez        |     |
| 9          | Delantero      | Cristian Barinaga     |     |
| 10         | Delantero      | Ignacio Valsangiácono |     |
| Entrenador | Entrenador     | Carlos Marczuk        |     |

| 12 | Guardameta     | Nicolás Sequeira        |     |
| 13 | Defensa        | Agustín López           | 84' |
| 14 | Centrocampista | Flavio Guanca           | 75' |
| 15 | Delantero      | Hernán Hechalar         |     |
| 16 | Delantero      | Pablo González De Pauli | 84' |
| 17 | Delantero      | Enzo Vargas             | 75' |
| 18 | Delantero      | Ricardo Gómez           |     |

| 12 | Guardameta     | Nahuel Clavero    |     |
| 13 | Defensa        | Enrique Villalba  |     |
| 14 | Defensa        | Matías Barrientos |     |
| 15 | Centrocampista | Braian Domínguez  | 56' |
| 16 | Centrocampista | Darío Cardozo     | 76' |
| 17 | Centrocampista | Raúl Benítez      | 46' |
| 18 | Delantero      | Alan Almirón      | 65' |

| Anotado | 37' | Gustavo Mbombaj | 1:0 |

| 1          | Guardameta     | Guillermo Bachke |     |
| 4          | Defensa        | Jesús Calderón   |     |
| 2          | Defensa        | Walter Juárez    |     |
| 6          | Defensa        | Nicolás Aguirre  |     |
| 3          | Defensa        | Jorge Velazco    |     |
| 8          | Centrocampista | Gustavo Mbombaj  | 75' |
| 5          | Centrocampista | Carlos Churquina |     |
| 7          | Centrocampista | Julián Acosta    |     |
| 10         | Centrocampista | Facundo Velazco  | 58' |
| 9          | Delantero      | Leonardo Villa   | 84' |
| 11         | Delantero      | Martín Esparza   | 75' |
| Entrenador | Entrenador     | Martín Martos    |     |

| 1          | Guardameta     | Eduardo Flores        |     |
| 4          | Defensa        | Alejandro Pérez       | 56' |
| 2          | Defensa        | Rodrigo Lechner       |     |
| 6          | Defensa        | Ariel Morales         |     |
| 3          | Defensa        | Jonathan Medina       |     |
| 8          | Centrocampista | Pablo Motta           | 76' |
| 5          | Centrocampista | Juan Ardetti          | 65' |
| 7          | Centrocampista | Manuel Roa            | 46' |
| 11         | Centrocampista | Juan Rodríguez        |     |
| 9          | Delantero      | Cristian Barinaga     |     |
| 10         | Delantero      | Ignacio Valsangiácono |     |
| Entrenador | Entrenador     | Carlos Marczuk        |     |

| 12 | Guardameta     | Nicolás Sequeira        |     |
| 13 | Defensa        | Agustín López           | 84' |
| 14 | Centrocampista | Flavio Guanca           | 75' |
| 15 | Delantero      | Hernán Hechalar         |     |
| 16 | Delantero      | Pablo González De Pauli | 84' |
| 17 | Delantero      | Enzo Vargas             | 75' |
| 18 | Delantero      | Ricardo Gómez           |     |

| 12 | Guardameta     | Nahuel Clavero    |     |
| 13 | Defensa        | Enrique Villalba  |     |
| 14 | Defensa        | Matías Barrientos |     |
| 15 | Centrocampista | Braian Domínguez  | 56' |
| 16 | Centrocampista | Darío Cardozo     | 76' |
| 17 | Centrocampista | Raúl Benítez      | 46' |
| 18 | Delantero      | Alan Almirón      | 65' |

| Anotado | 37' | Gustavo Mbombaj | 1:0 |

| 1          | Guardameta     | Guillermo Bachke |     |
| 4          | Defensa        | Jesús Calderón   |     |
| 2          | Defensa        | Walter Juárez    |     |
| 6          | Defensa        | Nicolás Aguirre  |     |
| 3          | Defensa        | Jorge Velazco    |     |
| 8          | Centrocampista | Gustavo Mbombaj  | 75' |
| 5          | Centrocampista | Carlos Churquina |     |
| 7          | Centrocampista | Julián Acosta    |     |
| 10         | Centrocampista | Facundo Velazco  | 58' |
| 9          | Delantero      | Leonardo Villa   | 84' |
| 11         | Delantero      | Martín Esparza   | 75' |
| Entrenador | Entrenador     | Martín Martos    |     |

| 1          | Guardameta     | Eduardo Flores        |     |
| 4          | Defensa        | Alejandro Pérez       | 56' |
| 2          | Defensa        | Rodrigo Lechner       |     |
| 6          | Defensa        | Ariel Morales         |     |
| 3          | Defensa        | Jonathan Medina       |     |
| 8          | Centrocampista | Pablo Motta           | 76' |
| 5          | Centrocampista | Juan Ardetti          | 65' |
| 7          | Centrocampista | Manuel Roa            | 46' |
| 11         | Centrocampista | Juan Rodríguez        |     |
| 9          | Delantero      | Cristian Barinaga     |     |
| 10         | Delantero      | Ignacio Valsangiácono |     |
| Entrenador | Entrenador     | Carlos Marczuk        |     |

| 12 | Guardameta     | Nicolás Sequeira        |     |
| 13 | Defensa        | Agustín López           | 84' |
| 14 | Centrocampista | Flavio Guanca           | 75' |
| 15 | Delantero      | Hernán Hechalar         |     |
| 16 | Delantero      | Pablo González De Pauli | 84' |
| 17 | Delantero      | Enzo Vargas             | 75' |
| 18 | Delantero      | Ricardo Gómez           |     |

| 12 | Guardameta     | Nahuel Clavero    |     |
| 13 | Defensa        | Enrique Villalba  |     |
| 14 | Defensa        | Matías Barrientos |     |
| 15 | Centrocampista | Braian Domínguez  | 56' |
| 16 | Centrocampista | Darío Cardozo     | 76' |
| 17 | Centrocampista | Raúl Benítez      | 46' |
| 18 | Delantero      | Alan Almirón      | 65' |

| Anotado | 37' | Gustavo Mbombaj | 1:0 |

| 1          | Guardameta     | Guillermo Bachke |     |
| 4          | Defensa        | Jesús Calderón   |     |
| 2          | Defensa        | Walter Juárez    |     |
| 6          | Defensa        | Nicolás Aguirre  |     |
| 3          | Defensa        | Jorge Velazco    |     |
| 8          | Centrocampista | Gustavo Mbombaj  | 75' |
| 5          | Centrocampista | Carlos Churquina |     |
| 7          | Centrocampista | Julián Acosta    |     |
| 10         | Centrocampista | Facundo Velazco  | 58' |
| 9          | Delantero      | Leonardo Villa   | 84' |
| 11         | Delantero      | Martín Esparza   | 75' |
| Entrenador | Entrenador     | Martín Martos    |     |

| 1          | Guardameta     | Eduardo Flores        |     |
| 4          | Defensa        | Alejandro Pérez       | 56' |
| 2          | Defensa        | Rodrigo Lechner       |     |
| 6          | Defensa        | Ariel Morales         |     |
| 3          | Defensa        | Jonathan Medina       |     |
| 8          | Centrocampista | Pablo Motta           | 76' |
| 5          | Centrocampista | Juan Ardetti          | 65' |
| 7          | Centrocampista | Manuel Roa            | 46' |
| 11         | Centrocampista | Juan Rodríguez        |     |
| 9          | Delantero      | Cristian Barinaga     |     |
| 10         | Delantero      | Ignacio Valsangiácono |     |
| Entrenador | Entrenador     | Carlos Marczuk        |     |

| 12 | Guardameta     | Nicolás Sequeira        |     |
| 13 | Defensa        | Agustín López           | 84' |
| 14 | Centrocampista | Flavio Guanca           | 75' |
| 15 | Delantero      | Hernán Hechalar         |     |
| 16 | Delantero      | Pablo González De Pauli | 84' |
| 17 | Delantero      | Enzo Vargas             | 75' |
| 18 | Delantero      | Ricardo Gómez           |     |

| 12 | Guardameta     | Nahuel Clavero    |     |
| 13 | Defensa        | Enrique Villalba  |     |
| 14 | Defensa        | Matías Barrientos |     |
| 15 | Centrocampista | Braian Domínguez  | 56' |
| 16 | Centrocampista | Darío Cardozo     | 76' |
| 17 | Centrocampista | Raúl Benítez      | 46' |
| 18 | Delantero      | Alan Almirón      | 65' |

| Anotado | 37' | Gustavo Mbombaj | 1:0 |

| 1          | Guardameta     | Germán Salort      |       |
| 4          | Defensa        | Lucas Reynoso      |       |
| 2          | Defensa        | Federico Rodríguez |       |
| 6          | Defensa        | Arian Giordano     | Salió |
| 3          | Defensa        | Laureno Puñet      |       |
| 8          | Centrocampista | César Gómez        | Salió |
| 5          | Centrocampista | Sebastián Navarro  |       |
| 10         | Centrocampista | Leandro Vella      | Salió |
| 11         | Centrocampista | Leonardo González  | Salió |
| 7          | Delantero      | Diego Magno        |       |
| 9          | Delantero      | Fabricio Reyes     |       |
| Entrenador | Entrenador     | Víctor Riggio      |       |

| 1          | Guardameta     | Santiago Nogales              |                                          |
| 4          | Defensa        | Martín Correa                 | Salió                                    |
| 2          | Defensa        | Martín Albarracín             |                                          |
| 6          | Defensa        | Eduardo Mario Jesús Buruchaga |                                          |
| 3          | Defensa        | Jorge Velazco                 |                                          |
| 8          | Centrocampista | Walter Germán Bracamonte      | Salió                                    |
| 5          | Centrocampista | Lucciano Arraya               |                                          |
| 10         | Centrocampista | José Vanetta                  | Salió                                    |
| 7          | Centrocampista | Enzo Hernán Vargas            | Otorgado · Otorgado otra vez · Expulsado |
| 11         | Delantero      | Claudio Burgos                | Salió                                    |
| 9          | Delantero      | Juan Manuel Romero            | Salió                                    |
| Entrenador | Entrenador     | Luis Flores                   |                                          |

| 16 | Centrocampista | Juan Manuel Carrizo | Entró |
| 18 | Centrocampista | Juan Cruz Franzoni  | Entró |
| 20 | Delantero      | Cristian Chavarría  | Entró |
| 17 | Defensa        | Alfredo Pussetto    | Entró |

| 19 | Delantero | Agustín Costilla    | Entró |
| 17 | Defensa   | Lucas Nallim        | Entró |
| 14 | Defensa   | Luciano Talevi      | Entró |
| 19 | Defensa   | Juan Manuel Perillo | Entró |

| Anotado | 14' | Gómez | 1:0 |

| Anotado | 48' | Claudio Burgos    | 1:1 |
| Anotado | 60' | Eduardo Buruchaga | 1:2 |
| Anotado | 97' | Juan M. Perillo   | 1:3 |

| Expulsado | 82' | Cristian Chavarría |

| Expulsado | 66' | Enzo Hernán Vargas |
| Expulsado | 82' | Lucas Nallim       |

| Árbitro | César Ceballos |

| 1          | Guardameta     | Germán Salort      |       |
| 4          | Defensa        | Lucas Reynoso      |       |
| 2          | Defensa        | Federico Rodríguez |       |
| 6          | Defensa        | Arian Giordano     | Salió |
| 3          | Defensa        | Laureno Puñet      |       |
| 8          | Centrocampista | César Gómez        | Salió |
| 5          | Centrocampista | Sebastián Navarro  |       |
| 10         | Centrocampista | Leandro Vella      | Salió |
| 11         | Centrocampista | Leonardo González  | Salió |
| 7          | Delantero      | Diego Magno        |       |
| 9          | Delantero      | Fabricio Reyes     |       |
| Entrenador | Entrenador     | Víctor Riggio      |       |

| 1          | Guardameta     | Santiago Nogales              |                                          |
| 4          | Defensa        | Martín Correa                 | Salió                                    |
| 2          | Defensa        | Martín Albarracín             |                                          |
| 6          | Defensa        | Eduardo Mario Jesús Buruchaga |                                          |
| 3          | Defensa        | Jorge Velazco                 |                                          |
| 8          | Centrocampista | Walter Germán Bracamonte      | Salió                                    |
| 5          | Centrocampista | Lucciano Arraya               |                                          |
| 10         | Centrocampista | José Vanetta                  | Salió                                    |
| 7          | Centrocampista | Enzo Hernán Vargas            | Otorgado · Otorgado otra vez · Expulsado |
| 11         | Delantero      | Claudio Burgos                | Salió                                    |
| 9          | Delantero      | Juan Manuel Romero            | Salió                                    |
| Entrenador | Entrenador     | Luis Flores                   |                                          |

| 16 | Centrocampista | Juan Manuel Carrizo | Entró |
| 18 | Centrocampista | Juan Cruz Franzoni  | Entró |
| 20 | Delantero      | Cristian Chavarría  | Entró |
| 17 | Defensa        | Alfredo Pussetto    | Entró |

| 19 | Delantero | Agustín Costilla    | Entró |
| 17 | Defensa   | Lucas Nallim        | Entró |
| 14 | Defensa   | Luciano Talevi      | Entró |
| 19 | Defensa   | Juan Manuel Perillo | Entró |

| Anotado | 14' | Gómez | 1:0 |

| Anotado | 48' | Claudio Burgos    | 1:1 |
| Anotado | 60' | Eduardo Buruchaga | 1:2 |
| Anotado | 97' | Juan M. Perillo   | 1:3 |

| Expulsado | 82' | Cristian Chavarría |

| Expulsado | 66' | Enzo Hernán Vargas |
| Expulsado | 82' | Lucas Nallim       |

| Árbitro | César Ceballos |

| 1          | Guardameta     | Germán Salort      |       |
| 4          | Defensa        | Lucas Reynoso      |       |
| 2          | Defensa        | Federico Rodríguez |       |
| 6          | Defensa        | Arian Giordano     | Salió |
| 3          | Defensa        | Laureno Puñet      |       |
| 8          | Centrocampista | César Gómez        | Salió |
| 5          | Centrocampista | Sebastián Navarro  |       |
| 10         | Centrocampista | Leandro Vella      | Salió |
| 11         | Centrocampista | Leonardo González  | Salió |
| 7          | Delantero      | Diego Magno        |       |
| 9          | Delantero      | Fabricio Reyes     |       |
| Entrenador | Entrenador     | Víctor Riggio      |       |

| 1          | Guardameta     | Santiago Nogales              |                                          |
| 4          | Defensa        | Martín Correa                 | Salió                                    |
| 2          | Defensa        | Martín Albarracín             |                                          |
| 6          | Defensa        | Eduardo Mario Jesús Buruchaga |                                          |
| 3          | Defensa        | Jorge Velazco                 |                                          |
| 8          | Centrocampista | Walter Germán Bracamonte      | Salió                                    |
| 5          | Centrocampista | Lucciano Arraya               |                                          |
| 10         | Centrocampista | José Vanetta                  | Salió                                    |
| 7          | Centrocampista | Enzo Hernán Vargas            | Otorgado · Otorgado otra vez · Expulsado |
| 11         | Delantero      | Claudio Burgos                | Salió                                    |
| 9          | Delantero      | Juan Manuel Romero            | Salió                                    |
| Entrenador | Entrenador     | Luis Flores                   |                                          |

| 16 | Centrocampista | Juan Manuel Carrizo | Entró |
| 18 | Centrocampista | Juan Cruz Franzoni  | Entró |
| 20 | Delantero      | Cristian Chavarría  | Entró |
| 17 | Defensa        | Alfredo Pussetto    | Entró |

| 19 | Delantero | Agustín Costilla    | Entró |
| 17 | Defensa   | Lucas Nallim        | Entró |
| 14 | Defensa   | Luciano Talevi      | Entró |
| 19 | Defensa   | Juan Manuel Perillo | Entró |

| Anotado | 14' | Gómez | 1:0 |

| Anotado | 48' | Claudio Burgos    | 1:1 |
| Anotado | 60' | Eduardo Buruchaga | 1:2 |
| Anotado | 97' | Juan M. Perillo   | 1:3 |

| Expulsado | 82' | Cristian Chavarría |

| Expulsado | 66' | Enzo Hernán Vargas |
| Expulsado | 82' | Lucas Nallim       |

| Árbitro | César Ceballos |

| 1          | Guardameta     | Germán Salort      |       |
| 4          | Defensa        | Lucas Reynoso      |       |
| 2          | Defensa        | Federico Rodríguez |       |
| 6          | Defensa        | Arian Giordano     | Salió |
| 3          | Defensa        | Laureno Puñet      |       |
| 8          | Centrocampista | César Gómez        | Salió |
| 5          | Centrocampista | Sebastián Navarro  |       |
| 10         | Centrocampista | Leandro Vella      | Salió |
| 11         | Centrocampista | Leonardo González  | Salió |
| 7          | Delantero      | Diego Magno        |       |
| 9          | Delantero      | Fabricio Reyes     |       |
| Entrenador | Entrenador     | Víctor Riggio      |       |

| 1          | Guardameta     | Santiago Nogales              |                                          |
| 4          | Defensa        | Martín Correa                 | Salió                                    |
| 2          | Defensa        | Martín Albarracín             |                                          |
| 6          | Defensa        | Eduardo Mario Jesús Buruchaga |                                          |
| 3          | Defensa        | Jorge Velazco                 |                                          |
| 8          | Centrocampista | Walter Germán Bracamonte      | Salió                                    |
| 5          | Centrocampista | Lucciano Arraya               |                                          |
| 10         | Centrocampista | José Vanetta                  | Salió                                    |
| 7          | Centrocampista | Enzo Hernán Vargas            | Otorgado · Otorgado otra vez · Expulsado |
| 11         | Delantero      | Claudio Burgos                | Salió                                    |
| 9          | Delantero      | Juan Manuel Romero            | Salió                                    |
| Entrenador | Entrenador     | Luis Flores                   |                                          |

| 16 | Centrocampista | Juan Manuel Carrizo | Entró |
| 18 | Centrocampista | Juan Cruz Franzoni  | Entró |
| 20 | Delantero      | Cristian Chavarría  | Entró |
| 17 | Defensa        | Alfredo Pussetto    | Entró |

| 19 | Delantero | Agustín Costilla    | Entró |
| 17 | Defensa   | Lucas Nallim        | Entró |
| 14 | Defensa   | Luciano Talevi      | Entró |
| 19 | Defensa   | Juan Manuel Perillo | Entró |

| Anotado | 14' | Gómez | 1:0 |

| Anotado | 48' | Claudio Burgos    | 1:1 |
| Anotado | 60' | Eduardo Buruchaga | 1:2 |
| Anotado | 97' | Juan M. Perillo   | 1:3 |

| Expulsado | 82' | Cristian Chavarría |

| Expulsado | 66' | Enzo Hernán Vargas |
| Expulsado | 82' | Lucas Nallim       |

| Árbitro | César Ceballos |

| 1          | Guardameta     | Germán Salort      |       |
| 4          | Defensa        | Lucas Reynoso      |       |
| 2          | Defensa        | Federico Rodríguez |       |
| 6          | Defensa        | Arian Giordano     | Salió |
| 3          | Defensa        | Laureno Puñet      |       |
| 8          | Centrocampista | César Gómez        | Salió |
| 5          | Centrocampista | Sebastián Navarro  |       |
| 10         | Centrocampista | Leandro Vella      | Salió |
| 11         | Centrocampista | Leonardo González  | Salió |
| 7          | Delantero      | Diego Magno        |       |
| 9          | Delantero      | Fabricio Reyes     |       |
| Entrenador | Entrenador     | Víctor Riggio      |       |

| 1          | Guardameta     | Santiago Nogales              |                                          |
| 4          | Defensa        | Martín Correa                 | Salió                                    |
| 2          | Defensa        | Martín Albarracín             |                                          |
| 6          | Defensa        | Eduardo Mario Jesús Buruchaga |                                          |
| 3          | Defensa        | Jorge Velazco                 |                                          |
| 8          | Centrocampista | Walter Germán Bracamonte      | Salió                                    |
| 5          | Centrocampista | Lucciano Arraya               |                                          |
| 10         | Centrocampista | José Vanetta                  | Salió                                    |
| 7          | Centrocampista | Enzo Hernán Vargas            | Otorgado · Otorgado otra vez · Expulsado |
| 11         | Delantero      | Claudio Burgos                | Salió                                    |
| 9          | Delantero      | Juan Manuel Romero            | Salió                                    |
| Entrenador | Entrenador     | Luis Flores                   |                                          |

| 16 | Centrocampista | Juan Manuel Carrizo | Entró |
| 18 | Centrocampista | Juan Cruz Franzoni  | Entró |
| 20 | Delantero      | Cristian Chavarría  | Entró |
| 17 | Defensa        | Alfredo Pussetto    | Entró |

| 19 | Delantero | Agustín Costilla    | Entró |
| 17 | Defensa   | Lucas Nallim        | Entró |
| 14 | Defensa   | Luciano Talevi      | Entró |
| 19 | Defensa   | Juan Manuel Perillo | Entró |

| Anotado | 14' | Gómez | 1:0 |

| Anotado | 48' | Claudio Burgos    | 1:1 |
| Anotado | 60' | Eduardo Buruchaga | 1:2 |
| Anotado | 97' | Juan M. Perillo   | 1:3 |

| Expulsado | 82' | Cristian Chavarría |

| Expulsado | 66' | Enzo Hernán Vargas |
| Expulsado | 82' | Lucas Nallim       |

| Árbitro | César Ceballos |

| 1          | Guardameta     | Germán Salort      |       |
| 4          | Defensa        | Lucas Reynoso      |       |
| 2          | Defensa        | Federico Rodríguez |       |
| 6          | Defensa        | Arian Giordano     | Salió |
| 3          | Defensa        | Laureno Puñet      |       |
| 8          | Centrocampista | César Gómez        | Salió |
| 5          | Centrocampista | Sebastián Navarro  |       |
| 10         | Centrocampista | Leandro Vella      | Salió |
| 11         | Centrocampista | Leonardo González  | Salió |
| 7          | Delantero      | Diego Magno        |       |
| 9          | Delantero      | Fabricio Reyes     |       |
| Entrenador | Entrenador     | Víctor Riggio      |       |

| 1          | Guardameta     | Santiago Nogales              |                                          |
| 4          | Defensa        | Martín Correa                 | Salió                                    |
| 2          | Defensa        | Martín Albarracín             |                                          |
| 6          | Defensa        | Eduardo Mario Jesús Buruchaga |                                          |
| 3          | Defensa        | Jorge Velazco                 |                                          |
| 8          | Centrocampista | Walter Germán Bracamonte      | Salió                                    |
| 5          | Centrocampista | Lucciano Arraya               |                                          |
| 10         | Centrocampista | José Vanetta                  | Salió                                    |
| 7          | Centrocampista | Enzo Hernán Vargas            | Otorgado · Otorgado otra vez · Expulsado |
| 11         | Delantero      | Claudio Burgos                | Salió                                    |
| 9          | Delantero      | Juan Manuel Romero            | Salió                                    |
| Entrenador | Entrenador     | Luis Flores                   |                                          |

| 16 | Centrocampista | Juan Manuel Carrizo | Entró |
| 18 | Centrocampista | Juan Cruz Franzoni  | Entró |
| 20 | Delantero      | Cristian Chavarría  | Entró |
| 17 | Defensa        | Alfredo Pussetto    | Entró |

| 19 | Delantero | Agustín Costilla    | Entró |
| 17 | Defensa   | Lucas Nallim        | Entró |
| 14 | Defensa   | Luciano Talevi      | Entró |
| 19 | Defensa   | Juan Manuel Perillo | Entró |

| Anotado | 14' | Gómez | 1:0 |

| Anotado | 48' | Claudio Burgos    | 1:1 |
| Anotado | 60' | Eduardo Buruchaga | 1:2 |
| Anotado | 97' | Juan M. Perillo   | 1:3 |

| Expulsado | 82' | Cristian Chavarría |

| Expulsado | 66' | Enzo Hernán Vargas |
| Expulsado | 82' | Lucas Nallim       |

| Árbitro | César Ceballos |

| 1          | Guardameta     | Germán Salort      |       |
| 4          | Defensa        | Lucas Reynoso      |       |
| 2          | Defensa        | Federico Rodríguez |       |
| 6          | Defensa        | Arian Giordano     | Salió |
| 3          | Defensa        | Laureno Puñet      |       |
| 8          | Centrocampista | César Gómez        | Salió |
| 5          | Centrocampista | Sebastián Navarro  |       |
| 10         | Centrocampista | Leandro Vella      | Salió |
| 11         | Centrocampista | Leonardo González  | Salió |
| 7          | Delantero      | Diego Magno        |       |
| 9          | Delantero      | Fabricio Reyes     |       |
| Entrenador | Entrenador     | Víctor Riggio      |       |

| 1          | Guardameta     | Santiago Nogales              |                                          |
| 4          | Defensa        | Martín Correa                 | Salió                                    |
| 2          | Defensa        | Martín Albarracín             |                                          |
| 6          | Defensa        | Eduardo Mario Jesús Buruchaga |                                          |
| 3          | Defensa        | Jorge Velazco                 |                                          |
| 8          | Centrocampista | Walter Germán Bracamonte      | Salió                                    |
| 5          | Centrocampista | Lucciano Arraya               |                                          |
| 10         | Centrocampista | José Vanetta                  | Salió                                    |
| 7          | Centrocampista | Enzo Hernán Vargas            | Otorgado · Otorgado otra vez · Expulsado |
| 11         | Delantero      | Claudio Burgos                | Salió                                    |
| 9          | Delantero      | Juan Manuel Romero            | Salió                                    |
| Entrenador | Entrenador     | Luis Flores                   |                                          |

| 16 | Centrocampista | Juan Manuel Carrizo | Entró |
| 18 | Centrocampista | Juan Cruz Franzoni  | Entró |
| 20 | Delantero      | Cristian Chavarría  | Entró |
| 17 | Defensa        | Alfredo Pussetto    | Entró |

| 19 | Delantero | Agustín Costilla    | Entró |
| 17 | Defensa   | Lucas Nallim        | Entró |
| 14 | Defensa   | Luciano Talevi      | Entró |
| 19 | Defensa   | Juan Manuel Perillo | Entró |

| Anotado | 14' | Gómez | 1:0 |

| Anotado | 48' | Claudio Burgos    | 1:1 |
| Anotado | 60' | Eduardo Buruchaga | 1:2 |
| Anotado | 97' | Juan M. Perillo   | 1:3 |

| Expulsado | 82' | Cristian Chavarría |

| Expulsado | 66' | Enzo Hernán Vargas |
| Expulsado | 82' | Lucas Nallim       |

| Árbitro | César Ceballos |

| 1          | Guardameta     | Germán Salort      |       |
| 4          | Defensa        | Lucas Reynoso      |       |
| 2          | Defensa        | Federico Rodríguez |       |
| 6          | Defensa        | Arian Giordano     | Salió |
| 3          | Defensa        | Laureno Puñet      |       |
| 8          | Centrocampista | César Gómez        | Salió |
| 5          | Centrocampista | Sebastián Navarro  |       |
| 10         | Centrocampista | Leandro Vella      | Salió |
| 11         | Centrocampista | Leonardo González  | Salió |
| 7          | Delantero      | Diego Magno        |       |
| 9          | Delantero      | Fabricio Reyes     |       |
| Entrenador | Entrenador     | Víctor Riggio      |       |

| 1          | Guardameta     | Santiago Nogales              |                                          |
| 4          | Defensa        | Martín Correa                 | Salió                                    |
| 2          | Defensa        | Martín Albarracín             |                                          |
| 6          | Defensa        | Eduardo Mario Jesús Buruchaga |                                          |
| 3          | Defensa        | Jorge Velazco                 |                                          |
| 8          | Centrocampista | Walter Germán Bracamonte      | Salió                                    |
| 5          | Centrocampista | Lucciano Arraya               |                                          |
| 10         | Centrocampista | José Vanetta                  | Salió                                    |
| 7          | Centrocampista | Enzo Hernán Vargas            | Otorgado · Otorgado otra vez · Expulsado |
| 11         | Delantero      | Claudio Burgos                | Salió                                    |
| 9          | Delantero      | Juan Manuel Romero            | Salió                                    |
| Entrenador | Entrenador     | Luis Flores                   |                                          |

| 16 | Centrocampista | Juan Manuel Carrizo | Entró |
| 18 | Centrocampista | Juan Cruz Franzoni  | Entró |
| 20 | Delantero      | Cristian Chavarría  | Entró |
| 17 | Defensa        | Alfredo Pussetto    | Entró |

| 19 | Delantero | Agustín Costilla    | Entró |
| 17 | Defensa   | Lucas Nallim        | Entró |
| 14 | Defensa   | Luciano Talevi      | Entró |
| 19 | Defensa   | Juan Manuel Perillo | Entró |

| Anotado | 14' | Gómez | 1:0 |

| Anotado | 48' | Claudio Burgos    | 1:1 |
| Anotado | 60' | Eduardo Buruchaga | 1:2 |
| Anotado | 97' | Juan M. Perillo   | 1:3 |

| Expulsado | 82' | Cristian Chavarría |

| Expulsado | 66' | Enzo Hernán Vargas |
| Expulsado | 82' | Lucas Nallim       |

| Árbitro | César Ceballos |

## Palmarés

### Títulos Nacionales
| Competición          | Títulos            |
| Tercera División     | Tercera División   |
| -------------------- | ------------------ |
| Argentino A (2)      | 1995/96 y 1997/98. |
| Cuarta División      |                    |
| Regional Federal (1) | 2021-22.           |

### Títulos regionales
| Competición             | Títulos |
| ----------------------- | --- |
| Copa Confraternidad (5) | 1984, 1988, 1990, 1992 y 1999.                                                                                                |
| Liga Salteña (21)       | 1928, 1929, 1930, 1931, 1933, 1934, 1935, 1938, 1953, 1957, 1967, 1970, 1972, 1974, 1975, 1987, 1988, 1991, 1994, 1995, 2021. |